# فهرست نتایج رو در روی تیم ملی فوتبال ایران
این نوشتار فهرست نتایج تیم ملی فوتبال ایران در تقابل‌های رو در رو با حریفان خود در رقابت‌های مختلف می‌باشد. در اینجا نتایج ایران در برابر حریفانش به تفکیک کشور و قاره گردآوری شده است.
- توضیح: نتایج دیدارهای دوستانه غیررسمی (که در آن یکی از طرفین با تیم ملی ب، منتخب، امید، جوانان و باشگاهی در مسابقه حضور یافته است) جزء آمار بازی‌های رو در رو محسوب نمی‌شوند. همچنین هیچ‌کدام از مسابقات ایران در بازی‌های المپیک و انتخابی بازی‌های المپیک با وجود رسمی بودن از سوی فیفا در آمار دیدارهای رو در رو محسوب نمی‌شود، با این حال در این نوشتار آورده شده است (لازم است ذکر شود ۳ دیدار ایران در بازی‌های المپیک در برابر تیم‌های آلمان شرقی، مکزیک و برزیل در مقابل تیم‌های المپیک این کشورها بوده است). نتایج دیدارهای ایران در مقابل تیم‌های ب، المپیک، امید و جوانان در مسابقات دوستانه غیررسمی در ذیل جدول تقابل‌های رو در رو با هر کشور درج شده است. هیچ‌یک از دیدارهای دوستانه ایران با تیم‌های باشگاهی سایر کشورها در این نوشتار ارائه نشده است.

## آسیا

### اردن
| #                                     | تیم   | نتیجه | تیم  | عنوان مسابقات                |
| ------------------------------------- | ----- | ----- | ---- | ---------------------------- |
| ۱                                     | ایران | ۱–۰   | اردن | قهرمانی غرب آسیا ۲۰۰۰        |
| ۲                                     | ایران | ۰–۱   | اردن | قهرمانی غرب آسیا ۲۰۰۲        |
| ۳                                     | ایران | ۴–۱   | اردن | انتخابی جام ملت‌های آسیا ۲۰۰۴ |
| ۴                                     | ایران | ۲–۳   | اردن | انتخابی جام ملت‌های آسیا ۲۰۰۴ |
| ۵                                     | ایران | ۰–۱   | اردن | انتخابی جام جهانی ۲۰۰۶       |
| ۶                                     | ایران | ۲–۰   | اردن | انتخابی جام جهانی ۲۰۰۶       |
| ۷                                     | ایران | ۰–۰   | اردن | جام ال جی ۲۰۰۶ (اردن)        |
| ۸                                     | ایران | ۱–۰   | اردن | قهرمانی غرب آسیا ۲۰۰۷        |
| ۹                                     | ایران | ۲–۱   | اردن | قهرمانی غرب آسیا ۲۰۰۸        |
| ۱۰                                    | ایران | ۱–۰   | اردن | انتخابی جام ملت‌های آسیا ۲۰۱۱ |
| ۱۱                                    | ایران | ۰–۱   | اردن | انتخابی جام ملت‌های آسیا ۲۰۱۱ |
| ۱۲                                    | ایران | ۲–۲   | اردن | دوستانه (۲۰۱۲)               |
| ۱۳                                    | ایران | ۰–۰   | اردن | دوستانه (۲۰۱۲)               |
| ۱۴                                    | ایران | ۳–۱   | اردن | تورنمنت بین‌المللی اردن ۲۰۲۳  |
| برد ایران: ۷ / تساوی: ۳ / برد اردن: ۴ |       |       |      |                              |
| گل زده ایران: ۱۸ / گل زده اردن: ۱۱    |       |       |      |                              |

### ازبکستان
| #                                          | تیم   | نتیجه | تیم      | عنوان مسابقات                                 |
| ------------------------------------------ | ----- | ----- | -------- | --------------------------------------------- |
| ۱                                          | ایران | ۴–۰   | ازبکستان | بازی‌های آسیایی ۱۹۹۸                           |
| ۲                                          | ایران | ۲–۱   | ازبکستان | جام ملت‌های آسیا ۲۰۰۷                          |
| ۳                                          | ایران | ۰–۰   | ازبکستان | دوستانه (۲۰۰۹)                                |
| ۴                                          | ایران | ۱–۰   | ازبکستان | انتخابی جام جهانی ۲۰۱۴                        |
| ۵                                          | ایران | ۰–۱   | ازبکستان | انتخابی جام جهانی ۲۰۱۴                        |
| ۶                                          | ایران | ۱–۰   | ازبکستان | دوستانه (۲۰۱۵)                                |
| ۷                                          | ایران | ۱–۰   | ازبکستان | انتخابی جام جهانی ۲۰۱۸                        |
| ۸                                          | ایران | ۲–۰   | ازبکستان | انتخابی جام جهانی ۲۰۱۸                        |
| ۹                                          | ایران | ۱–۰   | ازبکستان | دوستانه (۲۰۱۸)                                |
| ۱۰                                         | ایران | ۱–۰   | ازبکستان | دوستانه (۲۰۱۸)                                |
| ۱۱                                         | ایران | ۲–۱   | ازبکستان | دوستانه (۲۰۲۰)                                |
| ۱۲                                         | ایران | ۱–۰   | ازبکستان | جام ملت‌های آسیای مرکزی ۲۰۲۳                   |
| ۱۳                                         | ایران | ۲–۲   | ازبکستان | انتخابی جام جهانی ۲۰۲۶ و جام ملت‌های آسیا ۲۰۲۷ |
| ۱۴                                         | ایران | ۰–۰   | ازبکستان | انتخابی جام جهانی ۲۰۲۶ و جام ملت‌های آسیا ۲۰۲۷ |
| ۱۵                                         | ایران | ۰–۰   | ازبکستان | انتخابی جام جهانی ۲۰۲۶                        |
| ۱۶                                         | ایران | ۲–۲   | ازبکستان | انتخابی جام جهانی ۲۰۲۶                        |
| برد ایران: ۱۰ / تساوی: ۵ / برد ازبکستان: ۱ |       |       |          |                                               |
| گل زده ایران: ۲۰ / گل زده ازبکستان: ۷      |       |       |          |                                               |

### استرالیا[الف]
| #                                         | تیم   | نتیجه | تیم      | عنوان مسابقات          |
| ----------------------------------------- | ----- | ----- | -------- | ---------------------- |
| ۱                                         | ایران | ۰–۳   | استرالیا | انتخابی جام جهانی ۱۹۷۴ |
| ۲                                         | ایران | ۲–۰   | استرالیا | انتخابی جام جهانی ۱۹۷۴ |
| ۳                                         | ایران | ۱–۰   | استرالیا | انتخابی جام جهانی ۱۹۷۸ |
| ۴                                         | ایران | ۱–۰   | استرالیا | انتخابی جام جهانی ۱۹۷۸ |
| ۵                                         | ایران | ۱–۱   | استرالیا | انتخابی جام جهانی ۱۹۹۸ |
| ۶                                         | ایران | ۲–۲   | استرالیا | انتخابی جام جهانی ۱۹۹۸ |
| برد ایران: ۳ / تساوی: ۲ / برد استرالیا: ۱ |       |       |          |                        |
| گل زده ایران: ۷ / گل زده استرالیا: ۶      |       |       |          |                        |

### افغانستان
| #                                          | تیم   | نتیجه | تیم       | عنوان مسابقات                      |
| ------------------------------------------ | ----- | ----- | --------- | ---------------------------------- |
| ۱                                          | ایران | ۰–۰   | افغانستان | تورنمنت جشن استقلال افغانستان ۱۹۴۱ |
| ۲                                          | ایران | ۴–۰   | افغانستان | دوستانه (۱۹۴۹)                     |
| ۳                                          | ایران | ۶–۱   | افغانستان | جام ملت‌های آسیای مرکزی ۲۰۲۳        |
| ۴                                          | ایران | –     | افغانستان | جام ملت‌های آسیای مرکزی ۲۰۲۵        |
| برد ایران: ۲ / تساوی: ۱ / برد افغانستان: ۰ |       |       |           |                                    |
| گل زده ایران: ۱۰ / گل زده افغانستان: ۱     |       |       |           |                                    |

### امارات متحده عربی
| #                                                   | تیم   | نتیجه | تیم               | عنوان مسابقات          |
| --------------------------------------------------- | ----- | ----- | ----------------- | ---------------------- |
| ۱                                                   | ایران | ۲–۰   | امارات متحدهٔ عربی | دوستانه (۱۹۸۰)         |
| ۲                                                   | ایران | ۳–۰   | امارات متحدهٔ عربی | دوستانه (۱۹۸۰)         |
| ۳                                                   | ایران | ۳–۰   | امارات متحدهٔ عربی | جام ملت‌های آسیا ۱۹۸۴   |
| ۴                                                   | ایران | ۱–۰   | امارات متحدهٔ عربی | جام ملت‌های آسیا ۱۹۸۸   |
| ۵                                                   | ایران | ۰–۰   | امارات متحدهٔ عربی | جام ملت‌های آسیا ۱۹۹۲   |
| ۶                                                   | ایران | ۱–۳   | امارات متحدهٔ عربی | دوستانه (۱۹۹۷)         |
| ۷                                                   | ایران | ۱–۰   | امارات متحدهٔ عربی | انتخابی جام جهانی ۲۰۰۲ |
| ۸                                                   | ایران | ۳–۰   | امارات متحدهٔ عربی | انتخابی جام جهانی ۲۰۰۲ |
| ۹                                                   | ایران | ۱–۰   | امارات متحدهٔ عربی | دوستانه (۲۰۰۶)         |
| ۱۰                                                  | ایران | ۲–۰   | امارات متحدهٔ عربی | دوستانه (۲۰۰۷)         |
| ۱۱                                                  | ایران | ۰–۰   | امارات متحدهٔ عربی | انتخابی جام جهانی ۲۰۱۰ |
| ۱۲                                                  | ایران | ۱–۰   | امارات متحدهٔ عربی | انتخابی جام جهانی ۲۰۱۰ |
| ۱۳                                                  | ایران | ۱–۱   | امارات متحدهٔ عربی | انتخابی جام جهانی ۲۰۱۰ |
| ۱۴                                                  | ایران | ۱–۰   | امارات متحدهٔ عربی | انتخابی جام جهانی ۲۰۱۰ |
| ۱۵                                                  | ایران | ۳–۰   | امارات متحدهٔ عربی | جام ملت‌های آسیا ۲۰۱۱   |
| ۱۶                                                  | ایران | ۱–۰   | امارات متحدهٔ عربی | جام ملت‌های آسیا ۲۰۱۵   |
| ۱۷                                                  | ایران | ۱–۰   | امارات متحدهٔ عربی | انتخابی جام جهانی ۲۰۲۲ |
| ۱۸                                                  | ایران | ۱–۰   | امارات متحدهٔ عربی | انتخابی جام جهانی ۲۰۲۲ |
| ۱۹                                                  | ایران | ۲–۱   | امارات متحدهٔ عربی | جام ملت‌های آسیا ۲۰۲۳   |
| ۲۰                                                  | ایران | ۱–۰   | امارات متحدهٔ عربی | انتخابی جام جهانی ۲۰۲۶ |
| ۲۱                                                  | ایران | ۲–۰   | امارات متحدهٔ عربی | انتخابی جام جهانی ۲۰۲۶ |
| برد ایران: ۱۷ / تساوی: ۳ / برد امارات متحده عربی: ۱ |       |       |                   |                        |
| گل زده ایران: ۳۱ / گل زده امارات متحده عربی: ۵      |       |       |                   |                        |

### اندونزی
| #                                        | تیم   | نتیجه | تیم     | عنوان مسابقات                |
| ---------------------------------------- | ----- | ----- | ------- | ---------------------------- |
| ۱                                        | ایران | ۱–۰   | اندونزی | بازی‌های آسیایی ۱۹۶۶          |
| ۲                                        | ایران | ۲–۲   | اندونزی | بازی‌های آسیایی ۱۹۷۰          |
| ۳                                        | ایران | ۱–۰   | اندونزی | انتخابی جام ملت‌های آسیا ۱۹۸۴ |
| ۴                                        | ایران | ۳–۰   | اندونزی | انتخابی جام جهانی ۲۰۱۴       |
| ۵                                        | ایران | ۴–۱   | اندونزی | انتخابی جام جهانی ۲۰۱۴       |
| ۶                                        | ایران | ۵–۰   | اندونزی | دوستانه (۲۰۲۴)               |
| برد ایران: ۵ / تساوی: ۱ / برد اندونزی: ۰ |       |       |         |                              |
| گل زده ایران: ۱۶ / گل زده اندونزی: ۳     |       |       |         |                              |

مسابقات دوستانه غیررسمی

‒  ایران ۵–۰  امید اندونزی / دوستانه (۲۰۰۹)

### بحرین
| #                                      | تیم   | نتیجه | تیم   | عنوان مسابقات                                 |
| -------------------------------------- | ----- | ----- | ----- | --------------------------------------------- |
| ۱                                      | ایران | ۶–۰   | بحرین | بازی‌های آسیایی ۱۹۷۴                           |
| ۲                                      | ایران | ۳–۰   | بحرین | انتخابی بازی‌های المپیک ۱۹۷۶                   |
| ۳                                      | ایران | ۰–۰   | بحرین | بازی‌های آسیایی ۱۹۹۴                           |
| ۴                                      | ایران | ۰–۱   | بحرین | انتخابی جام ملت‌های آسیا ۲۰۰۰                  |
| ۵                                      | ایران | ۳–۰   | بحرین | انتخابی جام ملت‌های آسیا ۲۰۰۰                  |
| ۶                                      | ایران | ۰–۰   | بحرین | انتخابی جام جهانی ۲۰۰۲                        |
| ۷                                      | ایران | ۱–۳   | بحرین | انتخابی جام جهانی ۲۰۰۲                        |
| ۸                                      | ایران | ۴–۲   | بحرین | جام ملت‌های آسیا ۲۰۰۴                          |
| ۹                                      | ایران | ۰–۰   | بحرین | انتخابی جام جهانی ۲۰۰۶                        |
| ۱۰                                     | ایران | ۱–۰   | بحرین | انتخابی جام جهانی ۲۰۰۶                        |
| ۱۱                                     | ایران | ۰–۱   | بحرین | دوستانه (۲۰۰۸)                                |
| ۱۲                                     | ایران | ۲–۴   | بحرین | دوستانه (۲۰۰۹)                                |
| ۱۳                                     | ایران | ۳–۰   | بحرین | قهرمانی غرب آسیا ۲۰۱۰                         |
| ۱۴                                     | ایران | ۶–۰   | بحرین | انتخابی جام جهانی ۲۰۱۴                        |
| ۱۵                                     | ایران | ۱–۱   | بحرین | انتخابی جام جهانی ۲۰۱۴                        |
| ۱۶                                     | ایران | ۰–۰   | بحرین | قهرمانی غرب آسیا ۲۰۱۲                         |
| ۱۷                                     | ایران | ۲–۰   | بحرین | جام ملت‌های آسیا ۲۰۱۵                          |
| ۱۸                                     | ایران | ۰–۱   | بحرین | انتخابی جام جهانی ۲۰۲۲ و جام ملت‌های آسیا ۲۰۲۳ |
| ۱۹                                     | ایران | ۳–۰   | بحرین | انتخابی جام جهانی ۲۰۲۲ و جام ملت‌های آسیا ۲۰۲۳ |
| برد ایران: ۹ / تساوی: ۵ / برد بحرین: ۵ |       |       |       |                                               |
| گل زده ایران: ۳۵ / گل زده بحرین: ۱۳    |       |       |       |                                               |

### بنگلادش
| #                                        | تیم   | نتیجه | تیم     | عنوان مسابقات                |
| ---------------------------------------- | ----- | ----- | ------- | ---------------------------- |
| ۱                                        | ایران | ۷–۰   | بنگلادش | جام ملت‌های آسیا ۱۹۸۰         |
| ۲                                        | ایران | ۹–۰   | بنگلادش | جام قائد اعظم ۱۹۸۲           |
| ۳                                        | ایران | ۵–۰   | بنگلادش | انتخابی جام ملت‌های آسیا ۱۹۸۴ |
| ۴                                        | ایران | ۴–۰   | بنگلادش | بازی‌های آسیایی ۱۹۸۶          |
| ۵                                        | ایران | ۲–۱   | بنگلادش | انتخابی جام جهانی ۱۹۹۰       |
| ۶                                        | ایران | ۱–۰   | بنگلادش | انتخابی جام جهانی ۱۹۹۰       |
| برد ایران: ۶ / تساوی: ۰ / برد بنگلادش: ۰ |       |       |         |                              |
| گل زده ایران: ۲۸ / گل زده بنگلادش: ۱     |       |       |         |                              |

### پاکستان
| #                                         | تیم   | نتیجه | تیم     | عنوان مسابقات                |
| ----------------------------------------- | ----- | ----- | ------- | ---------------------------- |
| ۱                                         | ایران | ۵–۱   | پاکستان | دوستانه (۱۹۵۰)               |
| ۲                                         | ایران | ۰–۰   | پاکستان | دوستانه (۱۹۵۲)               |
| ۳                                         | ایران | ۱–۴   | پاکستان | انتخابی جام ملت‌های آسیا ۱۹۶۰ |
| ۴                                         | ایران | ۴–۱   | پاکستان | انتخابی جام ملت‌های آسیا ۱۹۶۰ |
| ۵                                         | ایران | ۴–۱   | پاکستان | انتخابی بازی‌های المپیک ۱۹۶۴  |
| ۶                                         | ایران | ۰–۱   | پاکستان | انتخابی بازی‌های المپیک ۱۹۶۴  |
| ۷                                         | ایران | ۴–۱   | پاکستان | جام عمران منطقه‌ای ۱۹۶۵       |
| ۸                                         | ایران | ۲–۰   | پاکستان | جام عمران منطقه‌ای ۱۹۶۷       |
| ۹                                         | ایران | ۹–۱   | پاکستان | جام دوستی ۱۹۶۹               |
| ۱۰                                        | ایران | ۴–۲   | پاکستان | جام عمران منطقه‌ای ۱۹۶۹       |
| ۱۱                                        | ایران | ۷–۰   | پاکستان | جام عمران منطقه‌ای ۱۹۷۰       |
| ۱۲                                        | ایران | ۷–۰   | پاکستان | بازی‌های آسیایی ۱۹۷۴          |
| ۱۳                                        | ایران | ۱–۰   | پاکستان | جام قائد اعظم ۱۹۸۲           |
| ۱۴                                        | ایران | ۲–۰   | پاکستان | جام بین‌المللی دهه فجر ۱۹۸۶   |
| ۱۵                                        | ایران | ۷–۰   | پاکستان | انتخابی جام ملت‌های آسیا ۱۹۹۲ |
| ۱۶                                        | ایران | ۵–۰   | پاکستان | جام اکو ۱۹۹۳                 |
| برد ایران: ۱۳ / تساوی: ۱ / برد پاکستان: ۲ |       |       |         |                              |
| گل زده ایران: ۶۲ / گل زده پاکستان: ۱۲     |       |       |         |                              |

مسابقات دوستانه غیررسمی

–  ملوان ایران ۲–۱  پاکستان / جام عمران منطقه‌ای ۱۹۷۴

–  ایران ۴–۱  جوانان پاکستان / جام قائد اعظم ۱۹۸۲

### تاجیکستان
| #                                          | تیم   | نتیجه | تیم       | عنوان مسابقات               |
| ------------------------------------------ | ----- | ----- | --------- | --------------------------- |
| ۱                                          | ایران | ۱–۰   | تاجیکستان | جام اکو ۱۹۹۳                |
| ۲                                          | ایران | ۵–۰   | تاجیکستان | بازی‌های آسیایی ۱۹۹۸         |
| ۳                                          | ایران | ۲–۰   | تاجیکستان | انتخابی جام جهانی ۲۰۰۲      |
| ۴                                          | ایران | ۶–۱   | تاجیکستان | دوستانه (۲۰۱۲)              |
| ۵                                          | ایران | –     | تاجیکستان | جام ملت‌های آسیای مرکزی ۲۰۲۵ |
| برد ایران: ۴ / تساوی: ۰ / برد تاجیکستان: ۰ |       |       |           |                             |
| گل زده ایران: ۱۴ / گل زده تاجیکستان: ۱     |       |       |           |                             |

### تایلند
| #                                        | تیم   | نتیجه | تیم    | عنوان مسابقات                |
| ---------------------------------------- | ----- | ----- | ------ | ---------------------------- |
| ۱                                        | ایران | ۳–۲   | تایلند | جام ملت‌های آسیا ۱۹۷۲         |
| ۲                                        | ایران | ۵–۰   | تایلند | انتخابی جام ملت‌های آسیا ۱۹۸۴ |
| ۳                                        | ایران | ۴–۰   | تایلند | دوستانه (۱۹۸۶)               |
| ۴                                        | ایران | ۳–۰   | تایلند | انتخابی جام جهانی ۱۹۹۰       |
| ۵                                        | ایران | ۳–۰   | تایلند | انتخابی جام جهانی ۱۹۹۰       |
| ۶                                        | ایران | ۳–۱   | تایلند | جام ملت‌های آسیا ۱۹۹۶         |
| ۷                                        | ایران | ۱–۱   | تایلند | جام ملت‌های آسیا ۲۰۰۰         |
| ۸                                        | ایران | ۰–۰   | تایلند | انتخابی جام جهانی ۲۰۰۲       |
| ۹                                        | ایران | ۱–۰   | تایلند | انتخابی جام جهانی ۲۰۰۲       |
| ۱۰                                       | ایران | ۳–۰   | تایلند | جام ملت‌های آسیا ۲۰۰۴         |
| ۱۱                                       | ایران | ۰–۰   | تایلند | انتخابی جام ملت‌های آسیا ۲۰۱۱ |
| ۱۲                                       | ایران | ۱–۰   | تایلند | انتخابی جام ملت‌های آسیا ۲۰۱۱ |
| ۱۳                                       | ایران | ۲–۱   | تایلند | انتخابی جام ملت‌های آسیا ۲۰۱۵ |
| ۱۴                                       | ایران | ۳–۰   | تایلند | انتخابی جام ملت‌های آسیا ۲۰۱۵ |
| برد ایران: ۱۱ / تساوی: ۳ / برد تایلند: ۰ |       |       |        |                              |
| گل زده ایران: ۳۲ / گل زده تایلند: ۵      |       |       |        |                              |

### ترکمنستان
| #                                          | تیم   | نتیجه | تیم       | عنوان مسابقات                                 |
| ------------------------------------------ | ----- | ----- | --------- | --------------------------------------------- |
| ۱                                          | ایران | ۲–۱   | ترکمنستان | جام اکو ۱۹۹۳                                  |
| ۲                                          | ایران | ۲–۱   | ترکمنستان | جام اکو ۱۹۹۳                                  |
| ۳                                          | ایران | ۱–۱   | ترکمنستان | بازی‌های آسیایی ۱۹۹۴                           |
| ۴                                          | ایران | ۱–۱   | ترکمنستان | دوستانه (۱۹۹۶)                                |
| ۵                                          | ایران | ۰–۱   | ترکمنستان | دوستانه (۱۹۹۶)                                |
| ۶                                          | ایران | ۰–۱   | ترکمنستان | دوستانه (۱۹۹۶)                                |
| ۷                                          | ایران | ۱–۱   | ترکمنستان | انتخابی جام جهانی ۲۰۱۸ و جام ملت‌های آسیا ۲۰۱۹ |
| ۸                                          | ایران | ۳–۱   | ترکمنستان | انتخابی جام جهانی ۲۰۱۸ و جام ملت‌های آسیا ۲۰۱۹ |
| ۹                                          | ایران | ۵–۰   | ترکمنستان | انتخابی جام جهانی ۲۰۲۶ و جام ملت‌های آسیا ۲۰۲۷ |
| ۱۰                                         | ایران | ۱–۰   | ترکمنستان | انتخابی جام جهانی ۲۰۲۶ و جام ملت‌های آسیا ۲۰۲۷ |
| برد ایران: ۵ / تساوی: ۳ / برد ترکمنستان: ۲ |       |       |           |                                               |
| گل زده ایران: ۱۶ / گل زده ترکمنستان: ۸     |       |       |           |                                               |

### چین
| #                                     | تیم   | نتیجه       | تیم | عنوان مسابقات               |
| ------------------------------------- | ----- | ----------- | --- | --------------------------- |
| ۱                                     | ایران | ۲–۰         | چین | جام ملت‌های آسیا ۱۹۷۶        |
| ۲                                     | ایران | ۲–۲         | چین | انتخابی بازی‌های المپیک ۱۹۸۰ |
| ۳                                     | ایران | ۲–۲         | چین | جام ملت‌های آسیا ۱۹۸۰        |
| ۴                                     | ایران | ۰–۱         | چین | دوستانه (۱۹۸۴)              |
| ۵                                     | ایران | ۲–۰         | چین | جام ملت‌های آسیا ۱۹۸۴        |
| ۶                                     | ایران | ۱–۲         | چین | دوستانه (۱۹۸۶)              |
| ۷                                     | ایران | ۰–۰ (۳–۰ پ) | چین | جام ملت‌های آسیا ۱۹۸۸        |
| ۸                                     | ایران | ۰–۲         | چین | انتخابی جام جهانی ۱۹۹۰      |
| ۹                                     | ایران | ۳–۲         | چین | انتخابی جام جهانی ۱۹۹۰      |
| ۱۰                                    | ایران | ۰–۱         | چین | بازی‌های آسیایی ۱۹۹۴         |
| ۱۱                                    | ایران | ۰–۰         | چین | دوستانه (۱۹۹۷)              |
| ۱۲                                    | ایران | ۴–۲         | چین | انتخابی جام جهانی ۱۹۹۸      |
| ۱۳                                    | ایران | ۴–۱         | چین | انتخابی جام جهانی ۱۹۹۸      |
| ۱۴                                    | ایران | ۲–۱         | چین | بازی‌های آسیایی ۱۹۹۸         |
| ۱۵                                    | ایران | ۱–۰         | چین | بازی‌های آسیایی ۱۹۹۸         |
| ۱۶                                    | ایران | ۴–۰         | چین | جام تمدن‌ها ۲۰۰۱             |
| ۱۷                                    | ایران | ۱–۱ (۳–۴ پ) | چین | جام ملت‌های آسیا ۲۰۰۴        |
| ۱۸                                    | ایران | ۲–۲         | چین | جام ملت‌های آسیا ۲۰۰۷        |
| ۱۹                                    | ایران | ۲–۰         | چین | تورنمنت بین‌المللی عمان ۲۰۰۸ |
| ۲۰                                    | ایران | ۳–۱         | چین | دوستانه (۲۰۰۹)              |
| ۲۱                                    | ایران | ۰–۱         | چین | دوستانه (۲۰۰۹)              |
| ۲۲                                    | ایران | ۲–۰         | چین | دوستانه (۲۰۱۰)              |
| ۲۳                                    | ایران | ۰–۰         | چین | انتخابی جام جهانی ۲۰۱۸      |
| ۲۴                                    | ایران | ۱–۰         | چین | انتخابی جام جهانی ۲۰۱۸      |
| ۲۵                                    | ایران | ۳–۰         | چین | جام ملت‌های آسیا ۲۰۱۹        |
| برد ایران: ۱۳ / تساوی: ۷ / برد چین: ۵ |       |             |     |                             |
| گل زده ایران: ۴۱ / گل زده چین: ۲۱     |       |             |     |                             |

مسابقات دوستانه غیررسمی

–  ایران ۴–۰  دانشجویان چین / جام نهرو ۱۹۸۵

### چین تایپه
| #                                          | تیم   | نتیجه | تیم        | عنوان مسابقات                |
| ------------------------------------------ | ----- | ----- | ---------- | ---------------------------- |
| ۱                                          | ایران | ۴–۰   | جمهوری چین | جام ملت‌های آسیا ۱۹۶۸         |
| ۲                                          | ایران | ۶–۰   | چین تایپه  | انتخابی جام جهانی ۱۹۹۴       |
| ۳                                          | ایران | ۶–۰   | چین تایپه  | انتخابی جام جهانی ۱۹۹۴       |
| ۴                                          | ایران | ۴–۰   | چین تایپه  | انتخابی جام ملت‌های آسیا ۲۰۰۷ |
| ۵                                          | ایران | ۲–۰   | چین تایپه  | انتخابی جام ملت‌های آسیا ۲۰۰۷ |
| برد ایران: ۵ / تساوی: ۰ / برد چین تایپه: ۰ |       |       |            |                              |
| گل زده ایران: ۲۲ / گل زده چین تایپه: ۰     |       |       |            |                              |

### ژاپن
| #                                     | تیم   | نتیجه | تیم  | عنوان مسابقات          |
| ------------------------------------- | ----- | ----- | ---- | ---------------------- |
| ۱                                     | ایران | ۰–۰   | ژاپن | بازی‌های آسیایی ۱۹۵۱    |
| ۲                                     | ایران | ۳–۲   | ژاپن | بازی‌های آسیایی ۱۹۵۱    |
| ۳                                     | ایران | ۱–۳   | ژاپن | بازی‌های آسیایی ۱۹۶۶    |
| ۴                                     | ایران | ۱–۰   | ژاپن | بازی‌های آسیایی ۱۹۶۶    |
| ۵                                     | ایران | ۰–۱   | ژاپن | بازی‌های آسیایی ۱۹۸۲    |
| ۶                                     | ایران | ۲–۰   | ژاپن | بازی‌های آسیایی ۱۹۸۶    |
| ۷                                     | ایران | ۰–۰   | ژاپن | جام ملت‌های آسیا ۱۹۸۸   |
| ۸                                     | ایران | ۲–۲   | ژاپن | دوستانه (۱۹۸۹)         |
| ۹                                     | ایران | ۱–۰   | ژاپن | بازی‌های آسیایی ۱۹۹۰    |
| ۱۰                                    | ایران | ۰–۱   | ژاپن | جام ملت‌های آسیا ۱۹۹۲   |
| ۱۱                                    | ایران | ۲–۱   | ژاپن | انتخابی جام جهانی ۱۹۹۴ |
| ۱۲                                    | ایران | ۲–۳   | ژاپن | انتخابی جام جهانی ۱۹۹۸ |
| ۱۳                                    | ایران | ۱–۱   | ژاپن | دوستانه (۱۹۹۹)         |
| ۱۴                                    | ایران | ۰–۰   | ژاپن | جام ملت‌های آسیا ۲۰۰۴   |
| ۱۵                                    | ایران | ۲–۱   | ژاپن | انتخابی جام جهانی ۲۰۰۶ |
| ۱۶                                    | ایران | ۱–۲   | ژاپن | انتخابی جام جهانی ۲۰۰۶ |
| ۱۷                                    | ایران | ۱–۱   | ژاپن | دوستانه (۲۰۱۵)         |
| ۱۸                                    | ایران | ۰–۳   | ژاپن | جام ملت‌های آسیا ۲۰۱۹   |
| ۱۹                                    | ایران | ۲–۱   | ژاپن | جام ملت‌های آسیا ۲۰۲۳   |
| برد ایران: ۷ / تساوی: ۶ / برد ژاپن: ۶ |       |       |      |                        |
| گل زده ایران: ۲۱ / گل زده ژاپن: ۲۲    |       |       |      |                        |

### سری‌لانکا
| #                                         | تیم   | نتیجه | تیم      | عنوان مسابقات                |
| ----------------------------------------- | ----- | ----- | -------- | ---------------------------- |
| ۱                                         | ایران | ۱۱–۰  | سری‌لانکا | انتخابی بازی‌های المپیک ۱۹۸۰  |
| ۲                                         | ایران | ۷–۰   | سری‌لانکا | انتخابی جام ملت‌های آسیا ۱۹۹۶ |
| ۳                                         | ایران | ۴–۰   | سری‌لانکا | انتخابی جام ملت‌های آسیا ۱۹۹۶ |
| برد ایران: ۳ / تساوی: ۰ / برد سری‌لانکا: ۰ |       |       |          |                              |
| گل زده ایران: ۲۲ / گل زده سری‌لانکا: ۰     |       |       |          |                              |

### سنگاپور
| #                                        | تیم   | نتیجه | تیم     | عنوان مسابقات                |
| ---------------------------------------- | ----- | ----- | ------- | ---------------------------- |
| ۱                                        | ایران | ۳–۰   | سنگاپور | انتخابی بازی‌های المپیک ۱۹۸۰  |
| ۲                                        | ایران | ۴–۰   | سنگاپور | انتخابی بازی‌های المپیک ۱۹۸۰  |
| ۳                                        | ایران | ۱–۱   | سنگاپور | جام ملت‌های آسیا ۱۹۸۴         |
| ۴                                        | ایران | ۶–۰   | سنگاپور | انتخابی جام ملت‌های آسیا ۲۰۱۱ |
| ۵                                        | ایران | ۳–۱   | سنگاپور | انتخابی جام ملت‌های آسیا ۲۰۱۱ |
| برد ایران: ۴ / تساوی: ۱ / برد سنگاپور: ۰ |       |       |         |                              |
| گل زده ایران: ۱۷ / گل زده سنگاپور: ۲     |       |       |         |                              |

### سوریه
| #                                        | تیم   | نتیجه       | تیم   | عنوان مسابقات                |
| ---------------------------------------- | ----- | ----------- | ----- | ---------------------------- |
| ۱                                        | ایران | ۱–۰         | سوریه | انتخابی جام جهانی ۱۹۷۴       |
| ۲                                        | ایران | ۰–۱         | سوریه | انتخابی جام جهانی ۱۹۷۴       |
| ۳                                        | ایران | ۱–۰         | سوریه | انتخابی جام جهانی ۱۹۷۸       |
| ۴                                        | ایران | ۲–۰         | سوریه | انتخابی جام جهانی ۱۹۷۸       |
| ۵                                        | ایران | ۰–۰         | سوریه | جام ملت‌های آسیا ۱۹۸۰         |
| ۶                                        | ایران | ۳–۱         | سوریه | انتخابی جام ملت‌های آسیا ۱۹۸۴ |
| ۷                                        | ایران | ۱–۰         | سوریه | انتخابی جام ملت‌های آسیا ۱۹۸۴ |
| ۸                                        | ایران | ۱–۱         | سوریه | انتخابی جام ملت‌های آسیا ۱۹۸۸ |
| ۹                                        | ایران | ۱–۱         | سوریه | انتخابی جام جهانی ۱۹۹۴       |
| ۱۰                                       | ایران | ۱–۱         | سوریه | انتخابی جام جهانی ۱۹۹۴       |
| ۱۱                                       | ایران | ۱–۰         | سوریه | انتخابی جام جهانی ۱۹۹۸       |
| ۱۲                                       | ایران | ۲–۲         | سوریه | انتخابی جام جهانی ۱۹۹۸       |
| ۱۳                                       | ایران | ۱–۰         | سوریه | انتخابی جام ملت‌های آسیا ۲۰۰۰ |
| ۱۴                                       | ایران | ۱–۱         | سوریه | انتخابی جام ملت‌های آسیا ۲۰۰۰ |
| ۱۵                                       | ایران | ۱–۰         | سوریه | قهرمانی غرب آسیا ۲۰۰۰        |
| ۱۶                                       | ایران | ۱–۰         | سوریه | قهرمانی غرب آسیا ۲۰۰۰        |
| ۱۷                                       | ایران | ۲–۲ (۴–۲ پ) | سوریه | قهرمانی غرب آسیا ۲۰۰۲        |
| ۱۸                                       | ایران | ۷–۱         | سوریه | قهرمانی غرب آسیا ۲۰۰۴        |
| ۱۹                                       | ایران | ۴–۱         | سوریه | قهرمانی غرب آسیا ۲۰۰۴        |
| ۲۰                                       | ایران | ۱–۱         | سوریه | انتخابی جام ملت‌های آسیا ۲۰۰۷ |
| ۲۱                                       | ایران | ۲–۰         | سوریه | انتخابی جام ملت‌های آسیا ۲۰۰۷ |
| ۲۲                                       | ایران | ۰–۰         | سوریه | انتخابی جام جهانی ۲۰۱۰       |
| ۲۳                                       | ایران | ۲–۰         | سوریه | انتخابی جام جهانی ۲۰۱۰       |
| ۲۴                                       | ایران | ۲–۰         | سوریه | قهرمانی غرب آسیا ۲۰۰۸        |
| ۲۵                                       | ایران | ۰–۰         | سوریه | انتخابی جام جهانی ۲۰۱۸       |
| ۲۶                                       | ایران | ۲–۲         | سوریه | انتخابی جام جهانی ۲۰۱۸       |
| ۲۷                                       | ایران | ۵–۰         | سوریه | دوستانه (۲۰۱۹)               |
| ۲۸                                       | ایران | ۳–۰         | سوریه | دوستانه (۲۰۲۱)               |
| ۲۹                                       | ایران | ۱–۰         | سوریه | انتخابی جام جهانی ۲۰۲۲       |
| ۳۰                                       | ایران | ۳–۰         | سوریه | انتخابی جام جهانی ۲۰۲۲       |
| ۳۱                                       | ایران | ۱–۱ (۵–۳ پ) | سوریه | جام ملت‌های آسیا ۲۰۲۳         |
| برد ایران: ۱۸ / تساوی: ۱۲ / برد سوریه: ۱ |       |             |       |                              |
| گل زده ایران: ۵۳ / گل زده سوریه: ۱۶      |       |             |       |                              |

مسابقات دوستانه غیررسمی

–  ایران ۵–۰  سوریه ب / جام بین‌المللی دهه فجر ۱۹۸۶

### عراق
| #                                      | تیم   | نتیجه       | تیم  | عنوان مسابقات                                 |
| -------------------------------------- | ----- | ----------- | ---- | --------------------------------------------- |
| ۱                                      | ایران | ۱–۱         | عراق | دوستانه (۱۹۶۲)                                |
| ۲                                      | ایران | ۱–۲         | عراق | دوستانه (۱۹۶۲)                                |
| ۳                                      | ایران | ۴–۰         | عراق | انتخابی بازی‌های المپیک ۱۹۶۴                   |
| ۴                                      | ایران | ۰–۰         | عراق | انتخابی بازی‌های المپیک ۱۹۶۴                   |
| ۵                                      | ایران | ۲–۱         | عراق | جام دوستی ۱۹۶۹                                |
| ۶                                      | ایران | ۳–۰         | عراق | جام ملت‌های آسیا ۱۹۷۲                          |
| ۷                                      | ایران | ۱–۰         | عراق | بازی‌های آسیایی ۱۹۷۴                           |
| ۸                                      | ایران | ۱–۰         | عراق | انتخابی بازی‌های المپیک ۱۹۷۶                   |
| ۹                                      | ایران | ۲–۰         | عراق | جام ملت‌های آسیا ۱۹۷۶                          |
| ۱۰                                     | ایران | ۰–۰         | عراق | جام صلح و دوستی ۱۹۸۹                          |
| ۱۱                                     | ایران | ۱–۲         | عراق | انتخابی جام جهانی ۱۹۹۴                        |
| ۱۲                                     | ایران | ۱–۲         | عراق | جام ملت‌های آسیا ۱۹۹۶                          |
| ۱۳                                     | ایران | ۱–۰         | عراق | جام ملت‌های آسیا ۲۰۰۰                          |
| ۱۴                                     | ایران | ۲–۱         | عراق | انتخابی جام جهانی ۲۰۰۲                        |
| ۱۵                                     | ایران | ۲–۱         | عراق | انتخابی جام جهانی ۲۰۰۲                        |
| ۱۶                                     | ایران | ۰–۰ (۵–۶ پ) | عراق | قهرمانی غرب آسیا ۲۰۰۲                         |
| ۱۷                                     | ایران | ۰–۱         | عراق | جام ال جی ۲۰۰۳ (ایران)                        |
| ۱۸                                     | ایران | ۲–۱         | عراق | قهرمانی غرب آسیا ۲۰۰۴                         |
| ۱۹                                     | ایران | ۲–۰         | عراق | جام ال جی ۲۰۰۶ (اردن)                         |
| ۲۰                                     | ایران | ۰–۰         | عراق | قهرمانی غرب آسیا ۲۰۰۷                         |
| ۲۱                                     | ایران | ۲–۱         | عراق | قهرمانی غرب آسیا ۲۰۰۷                         |
| ۲۲                                     | ایران | ۲–۱         | عراق | قهرمانی غرب آسیا ۲۰۱۰                         |
| ۲۳                                     | ایران | ۲–۱         | عراق | جام ملت‌های آسیا ۲۰۱۱                          |
| ۲۴                                     | ایران | ۱–۰         | عراق | دوستانه (۲۰۱۵)                                |
| ۲۵                                     | ایران | ۳–۳ (۶–۷ پ) | عراق | جام ملت‌های آسیا ۲۰۱۵                          |
| ۲۶                                     | ایران | ۰–۱         | عراق | دوستانه (۲۰۱۷)                                |
| ۲۷                                     | ایران | ۰–۰         | عراق | جام ملت‌های آسیا ۲۰۱۹                          |
| ۲۸                                     | ایران | ۱–۲         | عراق | انتخابی جام جهانی ۲۰۲۲ و جام ملت‌های آسیا ۲۰۲۳ |
| ۲۹                                     | ایران | ۱–۰         | عراق | انتخابی جام جهانی ۲۰۲۲ و جام ملت‌های آسیا ۲۰۲۳ |
| ۳۰                                     | ایران | ۳–۰         | عراق | انتخابی جام جهانی ۲۰۲۲                        |
| ۳۱                                     | ایران | ۱–۰         | عراق | انتخابی جام جهانی ۲۰۲۲                        |
| برد ایران: ۱۸ / تساوی: ۷ / برد عراق: ۶ |       |             |      |                                               |
| گل زده ایران: ۴۲ / گل زده عراق: ۲۱     |       |             |      |                                               |

### عربستان سعودی
| #                                              | تیم   | نتیجه       | تیم           | عنوان مسابقات               |
| ---------------------------------------------- | ----- | ----------- | ------------- | --------------------------- |
| ۱                                              | ایران | ۳–۰         | عربستان سعودی | انتخابی بازی‌های المپیک ۱۹۷۶ |
| ۲                                              | ایران | ۳–۰         | عربستان سعودی | انتخابی جام جهانی ۱۹۷۸      |
| ۳                                              | ایران | ۲–۰         | عربستان سعودی | انتخابی جام جهانی ۱۹۷۸      |
| ۴                                              | ایران | ۱–۱ (۴–۵ پ) | عربستان سعودی | جام ملت‌های آسیا ۱۹۸۴        |
| ۵                                              | ایران | ۰–۱         | عربستان سعودی | جام ملت‌های آسیا ۱۹۸۸        |
| ۶                                              | ایران | ۳–۴         | عربستان سعودی | انتخابی جام جهانی ۱۹۹۴      |
| ۷                                              | ایران | ۳–۰         | عربستان سعودی | جام ملت‌های آسیا ۱۹۹۶        |
| ۸                                              | ایران | ۰–۰ (۳–۴ پ) | عربستان سعودی | جام ملت‌های آسیا ۱۹۹۶        |
| ۹                                              | ایران | ۱–۱         | عربستان سعودی | انتخابی جام جهانی ۱۹۹۸      |
| ۱۰                                             | ایران | ۰–۱         | عربستان سعودی | انتخابی جام جهانی ۱۹۹۸      |
| ۱۱                                             | ایران | ۲–۰         | عربستان سعودی | انتخابی جام جهانی ۲۰۰۲      |
| ۱۲                                             | ایران | ۲–۲         | عربستان سعودی | انتخابی جام جهانی ۲۰۰۲      |
| ۱۳                                             | ایران | ۱–۱         | عربستان سعودی | انتخابی جام جهانی ۲۰۱۰      |
| ۱۴                                             | ایران | ۱–۲         | عربستان سعودی | انتخابی جام جهانی ۲۰۱۰      |
| ۱۵                                             | ایران | ۰–۰         | عربستان سعودی | قهرمانی غرب آسیا ۲۰۱۲       |
| برد ایران: ۵ / تساوی: ۶ / برد عربستان سعودی: ۴ |       |             |               |                             |
| گل زده ایران: ۲۲ / گل زده عربستان سعودی: ۱۳    |       |             |               |                             |

### عمان
| #                                     | تیم   | نتیجه | تیم  | عنوان مسابقات                                 |
| ------------------------------------- | ----- | ----- | ---- | --------------------------------------------- |
| ۱                                     | ایران | ۴–۰   | عمان | جام قائد اعظم ۱۹۸۲                            |
| ۲                                     | ایران | ۰–۰   | عمان | انتخابی جام جهانی ۱۹۹۴                        |
| ۳                                     | ایران | ۱–۰   | عمان | انتخابی جام جهانی ۱۹۹۴                        |
| ۴                                     | ایران | ۲–۰   | عمان | انتخابی جام ملت‌های آسیا ۱۹۹۶                  |
| ۵                                     | ایران | ۲–۱   | عمان | انتخابی جام ملت‌های آسیا ۱۹۹۶                  |
| ۶                                     | ایران | ۲–۴   | عمان | بازی‌های آسیایی ۱۹۹۸                           |
| ۷                                     | ایران | ۵–۲   | عمان | جام ال جی ۲۰۰۱ (ایران)                        |
| ۸                                     | ایران | ۲–۲   | عمان | جام ملت‌های آسیا ۲۰۰۴                          |
| ۹                                     | ایران | ۲–۲   | عمان | قهرمانی غرب آسیا ۲۰۱۰                         |
| ۱۰                                    | ایران | ۱–۳   | عمان | دوستانه (۲۰۱۳)                                |
| ۱۱                                    | ایران | ۱–۱   | عمان | انتخابی جام جهانی ۲۰۱۸ و جام ملت‌های آسیا ۲۰۱۹ |
| ۱۲                                    | ایران | ۲–۰   | عمان | انتخابی جام جهانی ۲۰۱۸ و جام ملت‌های آسیا ۲۰۱۹ |
| ۱۳                                    | ایران | ۲–۰   | عمان | جام ملت‌های آسیا ۲۰۱۹                          |
| برد ایران: ۷ / تساوی: ۴ / برد عمان: ۲ |       |       |      |                                               |
| گل زده ایران: ۲۶ / گل زده عمان: ۱۵    |       |       |      |                                               |

### فلسطین
| #                                       | تیم   | نتیجه | تیم    | عنوان مسابقات         |
| --------------------------------------- | ----- | ----- | ------ | --------------------- |
| ۱                                       | ایران | ۱–۱   | فلسطین | قهرمانی غرب آسیا ۲۰۰۰ |
| ۲                                       | ایران | ۲–۰   | فلسطین | قهرمانی غرب آسیا ۲۰۰۷ |
| ۳                                       | ایران | ۳–۰   | فلسطین | قهرمانی غرب آسیا ۲۰۰۸ |
| ۴                                       | ایران | ۷–۰   | فلسطین | دوستانه (۲۰۱۱)        |
| ۵                                       | ایران | ۱–۱   | فلسطین | دوستانه (۲۰۱۸)        |
| ۶                                       | ایران | ۴–۱   | فلسطین | جام ملت‌های آسیا ۲۰۲۳  |
| برد ایران: ۴ / تساوی: ۲ / برد فلسطین: ۰ |       |       |        |                       |
| گل زده ایران: ۱۸ / گل زده فلسطین: ۳     |       |       |        |                       |

### فیلیپین
| #                                        | تیم   | نتیجه | تیم     | عنوان مسابقات                |
| ---------------------------------------- | ----- | ----- | ------- | ---------------------------- |
| ۱                                        | ایران | ۷–۱   | فیلیپین | انتخابی جام ملت‌های آسیا ۱۹۸۴ |
| برد ایران: ۱ / تساوی: ۰ / برد فیلیپین: ۰ |       |       |         |                              |
| گل زده ایران: ۷ / گل زده فیلیپین: ۱      |       |       |         |                              |

### قرقیزستان
| #                                          | تیم   | نتیجه | تیم       | عنوان مسابقات               |
| ------------------------------------------ | ----- | ----- | --------- | --------------------------- |
| ۱                                          | ایران | ۷–۰   | قرقیزستان | انتخابی جام جهانی ۱۹۹۸      |
| ۲                                          | ایران | ۳–۱   | قرقیزستان | انتخابی جام جهانی ۱۹۹۸      |
| ۳                                          | ایران | ۶–۰   | قرقیزستان | دوستانه (۲۰۱۶)              |
| ۴                                          | ایران | ۵–۱   | قرقیزستان | جام ملت‌های آسیای مرکزی ۲۰۲۳ |
| ۵                                          | ایران | ۱–۰   | قرقیزستان | انتخابی جام جهانی ۲۰۲۶      |
| ۶                                          | ایران | ۳–۲   | قرقیزستان | انتخابی جام جهانی ۲۰۲۶      |
| برد ایران: ۶ / تساوی: ۰ / برد قرقیزستان: ۰ |       |       |           |                             |
| گل زده ایران: ۲۵ / گل زده قرقیزستان: ۴     |       |       |           |                             |

### قطر
| #                                     | تیم   | نتیجه | تیم | عنوان مسابقات                    |
| ------------------------------------- | ----- | ----- | --- | -------------------------------- |
| ۱                                     | ایران | ۲–۰   | قطر | جام ملت‌های آسیا ۱۹۸۸             |
| ۲                                     | ایران | ۲–۰   | قطر | دوستانه (۱۹۹۶)                   |
| ۳                                     | ایران | ۱–۰   | قطر | دوستانه (۱۹۹۶)                   |
| ۴                                     | ایران | ۳–۰   | قطر | انتخابی جام جهانی ۱۹۹۸           |
| ۵                                     | ایران | ۰–۲   | قطر | انتخابی جام جهانی ۱۹۹۸           |
| ۶                                     | ایران | ۲–۱   | قطر | دوستانه (۲۰۰۰)                   |
| ۷                                     | ایران | ۱–۲   | قطر | دوستانه (۲۰۰۱)                   |
| ۸                                     | ایران | ۳–۱   | قطر | انتخابی جام جهانی ۲۰۰۶           |
| ۹                                     | ایران | ۳–۲   | قطر | انتخابی جام جهانی ۲۰۰۶           |
| ۱۰                                    | ایران | ۱–۰   | قطر | دوستانه (۲۰۰۷)                   |
| ۱۱                                    | ایران | ۰–۰   | قطر | دوستانه (۲۰۰۸)                   |
| ۱۲                                    | ایران | ۶–۱   | قطر | قهرمانی غرب آسیا ۲۰۰۸            |
| ۱۳                                    | ایران | ۱–۰   | قطر | دوستانه (۲۰۰۸)                   |
| ۱۴                                    | ایران | ۲–۳   | قطر | تورنمنت بین‌المللی دوستی قطر ۲۰۱۰ |
| ۱۵                                    | ایران | ۰–۰   | قطر | دوستانه (۲۰۱۰)                   |
| ۱۶                                    | ایران | ۱–۱   | قطر | انتخابی جام جهانی ۲۰۱۴           |
| ۱۷                                    | ایران | ۲–۲   | قطر | انتخابی جام جهانی ۲۰۱۴           |
| ۱۸                                    | ایران | ۰–۰   | قطر | انتخابی جام جهانی ۲۰۱۴           |
| ۱۹                                    | ایران | ۱–۰   | قطر | انتخابی جام جهانی ۲۰۱۴           |
| ۲۰                                    | ایران | ۱–۰   | قطر | جام ملت‌های آسیا ۲۰۱۵             |
| ۲۱                                    | ایران | ۲–۰   | قطر | انتخابی جام جهانی ۲۰۱۸           |
| ۲۲                                    | ایران | ۱–۰   | قطر | انتخابی جام جهانی ۲۰۱۸           |
| ۲۳                                    | ایران | ۲–۱   | قطر | دوستانه (۲۰۱۸)                   |
| ۲۴                                    | ایران | ۴–۰   | قطر | تورنمنت بین‌المللی اردن ۲۰۲۳      |
| ۲۵                                    | ایران | ۲–۳   | قطر | جام ملت‌های آسیا ۲۰۲۳             |
| ۲۶                                    | ایران | ۴–۱   | قطر | انتخابی جام جهانی ۲۰۲۶           |
| ۲۷                                    | ایران | ۰–۱   | قطر | انتخابی جام جهانی ۲۰۲۶           |
| برد ایران: ۱۷ / تساوی: ۵ / برد قطر: ۵ |       |       |     |                                  |
| گل زده ایران: ۴۷ / گل زده قطر: ۲۱     |       |       |     |                                  |

### کامبوج
| #                                       | تیم   | نتیجه | تیم        | عنوان مسابقات                                 |
| --------------------------------------- | ----- | ----- | ---------- | --------------------------------------------- |
| ۱                                       | ایران | ۲–۰   | جمهوری خمر | جام ملت‌های آسیا ۱۹۷۲                          |
| ۲                                       | ایران | ۲–۱   | جمهوری خمر | جام ملت‌های آسیا ۱۹۷۲                          |
| ۳                                       | ایران | ۱۴–۰  | کامبوج     | انتخابی جام جهانی ۲۰۲۲ و جام ملت‌های آسیا ۲۰۲۳ |
| ۴                                       | ایران | ۱۰–۰  | کامبوج     | انتخابی جام جهانی ۲۰۲۲ و جام ملت‌های آسیا ۲۰۲۳ |
| برد ایران: ۴ / تساوی: ۰ / برد کامبوج: ۰ |       |       |            |                                               |
| گل زده ایران: ۲۸ / گل زده کامبوج: ۱     |       |       |            |                                               |

### کره جنوبی
| #                                             | تیم   | نتیجه       | تیم       | عنوان مسابقات                |
| --------------------------------------------- | ----- | ----------- | --------- | ---------------------------- |
| ۱                                             | ایران | ۰–۵         | کرهٔ جنوبی | بازی‌های آسیایی ۱۹۵۸          |
| ۲                                             | ایران | ۰–۱         | کرهٔ جنوبی | بازی‌های آسیایی ۱۹۷۰          |
| ۳                                             | ایران | ۰–۲         | کرهٔ جنوبی | دوستانه (۱۹۷۰)               |
| ۴                                             | ایران | ۲–۰         | کرهٔ جنوبی | دوستانه (۱۹۷۰)               |
| ۵                                             | ایران | ۲–۱         | کرهٔ جنوبی | جام ملت‌های آسیا ۱۹۷۲         |
| ۶                                             | ایران | ۲–۰         | کرهٔ جنوبی | بازی‌های آسیایی ۱۹۷۴          |
| ۷                                             | ایران | ۰–۰         | کرهٔ جنوبی | انتخابی جام جهانی ۱۹۷۸       |
| ۸                                             | ایران | ۲–۲         | کرهٔ جنوبی | انتخابی جام جهانی ۱۹۷۸       |
| ۹                                             | ایران | ۱–۰         | کرهٔ جنوبی | بازی‌های آسیایی ۱۹۸۲          |
| ۱۰                                            | ایران | ۱–۱ (۴–۵ پ) | کرهٔ جنوبی | بازی‌های آسیایی ۱۹۸۶          |
| ۱۱                                            | ایران | ۰–۳         | کرهٔ جنوبی | جام ملت‌های آسیا ۱۹۸۸         |
| ۱۲                                            | ایران | ۱–۰         | کرهٔ جنوبی | بازی‌های آسیایی ۱۹۹۰          |
| ۱۳                                            | ایران | ۰–۳         | کرهٔ جنوبی | انتخابی جام جهانی ۱۹۹۴       |
| ۱۴                                            | ایران | ۶–۲         | کرهٔ جنوبی | جام ملت‌های آسیا ۱۹۹۶         |
| ۱۵                                            | ایران | ۱–۲         | کرهٔ جنوبی | جام ملت‌های آسیا ۲۰۰۰         |
| ۱۶                                            | ایران | ۰–۱         | کرهٔ جنوبی | جام ال جی ۲۰۰۱ (مصر)         |
| ۱۷                                            | ایران | ۴–۳         | کرهٔ جنوبی | جام ملت‌های آسیا ۲۰۰۴         |
| ۱۸                                            | ایران | ۰–۲         | کرهٔ جنوبی | دوستانه (۲۰۰۵)               |
| ۱۹                                            | ایران | ۱–۱         | کرهٔ جنوبی | انتخابی جام ملت‌های آسیا ۲۰۰۷ |
| ۲۰                                            | ایران | ۲–۰         | کرهٔ جنوبی | انتخابی جام ملت‌های آسیا ۲۰۰۷ |
| ۲۱                                            | ایران | ۰–۰ (۲–۴ پ) | کرهٔ جنوبی | جام ملت‌های آسیا ۲۰۰۷         |
| ۲۲                                            | ایران | ۱–۱         | کرهٔ جنوبی | انتخابی جام جهانی ۲۰۱۰       |
| ۲۳                                            | ایران | ۱–۱         | کرهٔ جنوبی | انتخابی جام جهانی ۲۰۱۰       |
| ۲۴                                            | ایران | ۱–۰         | کرهٔ جنوبی | دوستانه (۲۰۱۰)               |
| ۲۵                                            | ایران | ۰–۱         | کرهٔ جنوبی | جام ملت‌های آسیا ۲۰۱۱         |
| ۲۶                                            | ایران | ۱–۰         | کرهٔ جنوبی | انتخابی جام جهانی ۲۰۱۴       |
| ۲۷                                            | ایران | ۱–۰         | کرهٔ جنوبی | انتخابی جام جهانی ۲۰۱۴       |
| ۲۸                                            | ایران | ۱–۰         | کرهٔ جنوبی | دوستانه (۲۰۱۴)               |
| ۲۹                                            | ایران | ۱–۰         | کرهٔ جنوبی | انتخابی جام جهانی ۲۰۱۸       |
| ۳۰                                            | ایران | ۰–۰         | کرهٔ جنوبی | انتخابی جام جهانی ۲۰۱۸       |
| ۳۱                                            | ایران | ۱–۱         | کرهٔ جنوبی | دوستانه (۲۰۱۹)               |
| ۳۲                                            | ایران | ۱–۱         | کرهٔ جنوبی | انتخابی جام جهانی ۲۰۲۲       |
| ۳۳                                            | ایران | ۰–۲         | کرهٔ جنوبی | انتخابی جام جهانی ۲۰۲۲       |
| برد ایران: ۱۳ / تساوی: ۱۰ / برد کره جنوبی: ۱۰ |       |             |           |                              |
| گل زده ایران: ۳۴ / گل زده کره جنوبی: ۳۶       |       |             |           |                              |

### کره شمالی
| #                                           | تیم   | نتیجه       | تیم       | عنوان مسابقات                    |
| ------------------------------------------- | ----- | ----------- | --------- | -------------------------------- |
| ۱                                           | ایران | ۰–۰         | کرهٔ شمالی | انتخابی بازی‌های المپیک ۱۹۷۲      |
| ۲                                           | ایران | ۰–۰         | کرهٔ شمالی | انتخابی بازی‌های المپیک ۱۹۷۲      |
| ۳                                           | ایران | ۲–۰         | کرهٔ شمالی | انتخابی بازی‌های المپیک ۱۹۷۲      |
| ۴                                           | ایران | ۰–۰         | کرهٔ شمالی | انتخابی جام جهانی ۱۹۷۴           |
| ۵                                           | ایران | ۲–۱         | کرهٔ شمالی | انتخابی جام جهانی ۱۹۷۴           |
| ۶                                           | ایران | ۰–۰         | کرهٔ شمالی | انتخابی بازی‌های المپیک ۱۹۸۰      |
| ۷                                           | ایران | ۳–۲         | کرهٔ شمالی | جام ملت‌های آسیا ۱۹۸۰             |
| ۸                                           | ایران | ۳–۰         | کرهٔ شمالی | جام ملت‌های آسیا ۱۹۸۰             |
| ۹                                           | ایران | ۱–۰         | کرهٔ شمالی | دوستانه (۱۹۸۵)                   |
| ۱۰                                          | ایران | ۰–۰         | کرهٔ شمالی | انتخابی جام ملت‌های آسیا ۱۹۸۸     |
| ۱۱                                          | ایران | ۲–۱         | کرهٔ شمالی | بازی‌های آسیایی ۱۹۹۰              |
| ۱۲                                          | ایران | ۰–۰ (۴–۱ پ) | کرهٔ شمالی | بازی‌های آسیایی ۱۹۹۰              |
| ۱۳                                          | ایران | ۲–۰         | کرهٔ شمالی | جام ملت‌های آسیا ۱۹۹۲             |
| ۱۴                                          | ایران | ۲–۱         | کرهٔ شمالی | انتخابی جام جهانی ۱۹۹۴           |
| ۱۵                                          | ایران | ۳–۱         | کرهٔ شمالی | انتخابی جام ملت‌های آسیا ۲۰۰۴     |
| ۱۶                                          | ایران | ۳–۰         | کرهٔ شمالی | انتخابی جام ملت‌های آسیا ۲۰۰۴     |
| ۱۷                                          | ایران | ۲–۰         | کرهٔ شمالی | انتخابی جام جهانی ۲۰۰۶           |
| ۱۸                                          | ایران | ۱–۰         | کرهٔ شمالی | انتخابی جام جهانی ۲۰۰۶           |
| ۱۹                                          | ایران | ۲–۱         | کرهٔ شمالی | انتخابی جام جهانی ۲۰۱۰           |
| ۲۰                                          | ایران | ۰–۰         | کرهٔ شمالی | انتخابی جام جهانی ۲۰۱۰           |
| ۲۱                                          | ایران | ۱–۰         | کرهٔ شمالی | تورنمنت بین‌المللی دوستی قطر ۲۰۱۰ |
| ۲۲                                          | ایران | ۱–۰         | کرهٔ شمالی | جام ملت‌های آسیا ۲۰۱۱             |
| ۲۳                                          | ایران | ۳–۲         | کرهٔ شمالی | انتخابی جام جهانی ۲۰۲۶           |
| ۲۴                                          | ایران | ۳–۰         | کرهٔ شمالی | انتخابی جام جهانی ۲۰۲۶           |
| برد ایران: ۱۷ / تساوی: ۷ / برد کره شمالی: ۰ |       |             |           |                                  |
| گل زده ایران: ۳۶ / گل زده کره شمالی: ۹      |       |             |           |                                  |

مسابقات دوستانه غیررسمی

–  ایران ۲–۰  منتخب کره شمالی / دوستانه (۱۹۸۲)

### کویت
| #                                       | تیم   | نتیجه       | تیم  | عنوان مسابقات                |
| --------------------------------------- | ----- | ----------- | ---- | ---------------------------- |
| ۱                                       | ایران | ۲–۰         | کویت | انتخابی بازی‌های المپیک ۱۹۷۲  |
| ۲                                       | ایران | ۲–۰         | کویت | انتخابی بازی‌های المپیک ۱۹۷۲  |
| ۳                                       | ایران | ۲–۱         | کویت | انتخابی جام جهانی ۱۹۷۴       |
| ۴                                       | ایران | ۲–۰         | کویت | انتخابی جام جهانی ۱۹۷۴       |
| ۵                                       | ایران | ۱–۱         | کویت | انتخابی بازی‌های المپیک ۱۹۷۶  |
| ۶                                       | ایران | ۱–۰         | کویت | جام ملت‌های آسیا ۱۹۷۶         |
| ۷                                       | ایران | ۱–۰         | کویت | انتخابی جام جهانی ۱۹۷۸       |
| ۸                                       | ایران | ۲–۱         | کویت | انتخابی جام جهانی ۱۹۷۸       |
| ۹                                       | ایران | ۱–۲         | کویت | جام ملت‌های آسیا ۱۹۸۰         |
| ۱۰                                      | ایران | ۰–۱         | کویت | بازی‌های آسیایی ۱۹۸۲          |
| ۱۱                                      | ایران | ۱–۱ (۳–۵ پ) | کویت | جام ملت‌های آسیا ۱۹۸۴         |
| ۱۲                                      | ایران | ۰–۱         | کویت | بازی‌های آسیایی ۱۹۸۶          |
| ۱۳                                      | ایران | ۲–۱         | کویت | انتخابی بازی‌های المپیک ۱۹۸۸  |
| ۱۴                                      | ایران | ۰–۱         | کویت | انتخابی بازی‌های المپیک ۱۹۸۸  |
| ۱۵                                      | ایران | ۰–۱         | کویت | جام صلح و دوستی ۱۹۸۹         |
| ۱۶                                      | ایران | ۱–۱         | کویت | دوستانه (۱۹۹۲)               |
| ۱۷                                      | ایران | ۲–۲         | کویت | دوستانه (۱۹۹۶)               |
| ۱۸                                      | ایران | ۲–۱         | کویت | دوستانه (۱۹۹۶)               |
| ۱۹                                      | ایران | ۱–۰         | کویت | دوستانه (۱۹۹۶)               |
| ۲۰                                      | ایران | ۱–۱ (۳–۲ پ) | کویت | جام ملت‌های آسیا ۱۹۹۶         |
| ۲۱                                      | ایران | ۲–۰         | کویت | دوستانه (۱۹۹۷)               |
| ۲۲                                      | ایران | ۱–۱         | کویت | انتخابی جام جهانی ۱۹۹۸       |
| ۲۳                                      | ایران | ۰–۰         | کویت | انتخابی جام جهانی ۱۹۹۸       |
| ۲۴                                      | ایران | ۱–۱         | کویت | دوستانه (۱۹۹۸)               |
| ۲۵                                      | ایران | ۰–۳         | کویت | دوستانه (۱۹۹۸)               |
| ۲۶                                      | ایران | ۲–۰         | کویت | بازی‌های آسیایی ۱۹۹۸          |
| ۲۷                                      | ایران | ۲–۱         | کویت | جام چائو! فوریه ۱۹۹۹         |
| ۲۸                                      | ایران | ۱–۱         | کویت | دوستانه (۲۰۰۰)               |
| ۲۹                                      | ایران | ۳–۱         | کویت | دوستانه (۲۰۰۱)               |
| ۳۰                                      | ایران | ۱–۳         | کویت | دوستانه (۲۰۰۳)               |
| ۳۱                                      | ایران | ۲–۲         | کویت | انتخابی جام جهانی ۲۰۱۰       |
| ۳۲                                      | ایران | ۲–۰         | کویت | انتخابی جام جهانی ۲۰۱۰       |
| ۳۳                                      | ایران | ۱–۰         | کویت | دوستانه (۲۰۰۹)               |
| ۳۴                                      | ایران | ۱–۲         | کویت | قهرمانی غرب آسیا ۲۰۱۰        |
| ۳۵                                      | ایران | ۱–۱         | کویت | انتخابی جام ملت‌های آسیا ۲۰۱۵ |
| ۳۶                                      | ایران | ۳–۲         | کویت | انتخابی جام ملت‌های آسیا ۲۰۱۵ |
| برد ایران: ۱۷ / تساوی: ۱۱ / برد کویت: ۸ |       |             |      |                              |
| گل زده ایران: ۴۷ / گل زده کویت: ۳۴      |       |             |      |                              |

### گوآم
| #                                     | تیم   | نتیجه | تیم  | عنوان مسابقات                                 |
| ------------------------------------- | ----- | ----- | ---- | --------------------------------------------- |
| ۱                                     | ایران | ۱۹–۰  | گوآم | انتخابی جام جهانی ۲۰۰۲                        |
| ۲                                     | ایران | ۶–۰   | گوآم | انتخابی جام جهانی ۲۰۱۸ و جام ملت‌های آسیا ۲۰۱۹ |
| ۳                                     | ایران | ۶–۰   | گوآم | انتخابی جام جهانی ۲۰۱۸ و جام ملت‌های آسیا ۲۰۱۹ |
| برد ایران: ۳ / تساوی: ۰ / برد گوآم: ۰ |       |       |      |                                               |
| گل زده ایران: ۳۱ / گل زده گوآم: ۰     |       |       |      |                                               |

### لائوس
| #                                      | تیم   | نتیجه | تیم   | عنوان مسابقات          |
| -------------------------------------- | ----- | ----- | ----- | ---------------------- |
| ۱                                      | ایران | ۶–۱   | لائوس | بازی‌های آسیایی ۱۹۹۸    |
| ۲                                      | ایران | ۷–۰   | لائوس | انتخابی جام جهانی ۲۰۰۶ |
| ۳                                      | ایران | ۷–۰   | لائوس | انتخابی جام جهانی ۲۰۰۶ |
| برد ایران: ۳ / تساوی: ۰ / برد لائوس: ۰ |       |       |       |                        |
| گل زده ایران: ۲۰ / گل زده لائوس: ۱     |       |       |       |                        |

### لبنان
| #                                       | تیم   | نتیجه | تیم   | عنوان مسابقات                |
| --------------------------------------- | ----- | ----- | ----- | ---------------------------- |
| ۱                                       | ایران | ۰–۰   | لبنان | دوستانه (۱۹۹۶)               |
| ۲                                       | ایران | ۴–۰   | لبنان | جام ملت‌های آسیا ۲۰۰۰         |
| ۳                                       | ایران | ۲–۰   | لبنان | قهرمانی غرب آسیا ۲۰۰۲        |
| ۴                                       | ایران | ۳–۰   | لبنان | انتخابی جام ملت‌های آسیا ۲۰۰۴ |
| ۵                                       | ایران | ۱–۰   | لبنان | انتخابی جام ملت‌های آسیا ۲۰۰۴ |
| ۶                                       | ایران | ۴–۰   | لبنان | قهرمانی غرب آسیا ۲۰۰۴        |
| ۷                                       | ایران | ۰–۱   | لبنان | انتخابی جام جهانی ۲۰۱۴       |
| ۸                                       | ایران | ۵–۰   | لبنان | انتخابی جام ملت‌های آسیا ۲۰۱۵ |
| ۹                                       | ایران | ۴–۰   | لبنان | انتخابی جام جهانی ۲۰۱۴       |
| ۱۰                                      | ایران | ۴–۱   | لبنان | انتخابی جام ملت‌های آسیا ۲۰۱۵ |
| ۱۱                                      | ایران | ۲–۱   | لبنان | انتخابی جام جهانی ۲۰۲۲       |
| ۱۲                                      | ایران | ۲–۰   | لبنان | انتخابی جام جهانی ۲۰۲۲       |
| برد ایران: ۱۰ / تساوی: ۱ / برد لبنان: ۱ |       |       |       |                              |
| گل زده ایران: ۳۱ / گل زده لبنان: ۳      |       |       |       |                              |

### مالدیو
| #                                       | تیم   | نتیجه | تیم    | عنوان مسابقات                |
| --------------------------------------- | ----- | ----- | ------ | ---------------------------- |
| ۱                                       | ایران | ۱۷–۰  | مالدیو | انتخابی جام جهانی ۱۹۹۸       |
| ۲                                       | ایران | ۹–۰   | مالدیو | انتخابی جام جهانی ۱۹۹۸       |
| ۳                                       | ایران | ۸–۰   | مالدیو | انتخابی جام ملت‌های آسیا ۲۰۰۰ |
| ۴                                       | ایران | ۳–۰   | مالدیو | انتخابی جام ملت‌های آسیا ۲۰۰۰ |
| ۵                                       | ایران | ۴–۰   | مالدیو | انتخابی جام جهانی ۲۰۱۴       |
| ۶                                       | ایران | ۱–۰   | مالدیو | انتخابی جام جهانی ۲۰۱۴       |
| برد ایران: ۶ / تساوی: ۰ / برد مالدیو: ۰ |       |       |        |                              |
| گل زده ایران: ۴۲ / گل زده مالدیو: ۰     |       |       |        |                              |

### مالزی
| #                                      | تیم   | نتیجه | تیم   | عنوان مسابقات        |
| -------------------------------------- | ----- | ----- | ----- | -------------------- |
| ۱                                      | ایران | ۲–۰   | مالزی | بازی‌های آسیایی ۱۹۶۶  |
| ۲                                      | ایران | ۱–۰   | مالزی | بازی‌های آسیایی ۱۹۷۴  |
| ۳                                      | ایران | ۳–۰   | مالزی | بازی‌های آسیایی ۱۹۹۰  |
| ۴                                      | ایران | ۲–۰   | مالزی | جام ملت‌های آسیا ۲۰۰۷ |
| برد ایران: ۴ / تساوی: ۰ / برد مالزی: ۰ |       |       |       |                      |
| گل زده ایران: ۸ / گل زده مالزی: ۰      |       |       |       |                      |

### میانمار
| #                                        | تیم   | نتیجه | تیم  | عنوان مسابقات        |
| ---------------------------------------- | ----- | ----- | ---- | -------------------- |
| ۱                                        | ایران | ۲–۰   | برمه | بازی‌های آسیایی ۱۹۵۱  |
| ۲                                        | ایران | ۰–۱   | برمه | بازی‌های آسیایی ۱۹۶۶  |
| ۳                                        | ایران | ۰–۱   | برمه | بازی‌های آسیایی ۱۹۶۶  |
| ۴                                        | ایران | ۳–۱   | برمه | جام ملت‌های آسیا ۱۹۶۸ |
| ۵                                        | ایران | ۲–۱   | برمه | بازی‌های آسیایی ۱۹۷۴  |
| برد ایران: ۳ / تساوی: ۰ / برد میانمار: ۲ |       |       |      |                      |
| گل زده ایران: ۷ / گل زده میانمار: ۴      |       |       |      |                      |

### نپال
| #                                     | تیم   | نتیجه | تیم  | عنوان مسابقات                |
| ------------------------------------- | ----- | ----- | ---- | ---------------------------- |
| ۱                                     | ایران | ۴–۰   | نپال | جام قائد اعظم ۱۹۸۲           |
| ۲                                     | ایران | ۶–۰   | نپال | بازی‌های آسیایی ۱۹۸۶          |
| ۳                                     | ایران | ۳–۰   | نپال | انتخابی جام ملت‌های آسیا ۱۹۸۸ |
| ۴                                     | ایران | ۸–۰   | نپال | انتخابی جام ملت‌های آسیا ۱۹۹۶ |
| ۵                                     | ایران | ۴–۰   | نپال | انتخابی جام ملت‌های آسیا ۱۹۹۶ |
| برد ایران: ۵ / تساوی: ۰ / برد نپال: ۰ |       |       |      |                              |
| گل زده ایران: ۲۵ / گل زده نپال: ۰     |       |       |      |                              |

### ویتنام
| #                                       | تیم   | نتیجه | تیم    | عنوان مسابقات        |
| --------------------------------------- | ----- | ----- | ------ | -------------------- |
| ۱                                       | ایران | ۲–۰   | ویتنام | جام ملت‌های آسیا ۲۰۱۹ |
| برد ایران: ۱ / تساوی: ۰ / برد ویتنام: ۰ |       |       |        |                      |
| گل زده ایران: ۲ / گل زده ویتنام: ۰      |       |       |        |                      |

### هند
| #                                    | تیم   | نتیجه | تیم | عنوان مسابقات                                 |
| ------------------------------------ | ----- | ----- | --- | --------------------------------------------- |
| ۱                                    | ایران | ۰–۱   | هند | بازی‌های آسیایی ۱۹۵۱                           |
| ۲                                    | ایران | ۱–۳   | هند | انتخابی جام ملت‌های آسیا ۱۹۶۰                  |
| ۳                                    | ایران | ۲–۱   | هند | انتخابی جام ملت‌های آسیا ۱۹۶۰                  |
| ۴                                    | ایران | ۳–۰   | هند | انتخابی بازی‌های المپیک ۱۹۶۴                   |
| ۵                                    | ایران | ۳–۱   | هند | انتخابی بازی‌های المپیک ۱۹۶۴                   |
| ۶                                    | ایران | ۴–۱   | هند | بازی‌های آسیایی ۱۹۶۶                           |
| ۷                                    | ایران | ۲–۰   | هند | انتخابی بازی‌های المپیک ۱۹۸۰                   |
| ۸                                    | ایران | ۰–۰   | هند | جام ملت‌های آسیا ۱۹۸۴                          |
| ۹                                    | ایران | ۳–۰   | هند | انتخابی جام ملت‌های آسیا ۱۹۹۲                  |
| ۱۰                                   | ایران | ۳–۰   | هند | انتخابی جام جهانی ۲۰۱۸ و جام ملت‌های آسیا ۲۰۱۹ |
| ۱۱                                   | ایران | ۴–۰   | هند | انتخابی جام جهانی ۲۰۱۸ و جام ملت‌های آسیا ۲۰۱۹ |
| ۱۲                                   | ایران | –     | هند | جام ملت‌های آسیای مرکزی ۲۰۲۵                   |
| برد ایران: ۸ / تساوی: ۱ / برد هند: ۲ |       |       |     |                                               |
| گل زده ایران: ۲۵ / گل زده هند: ۷     |       |       |     |                                               |

مسابقات دوستانه غیررسمی

–  ایران ۱–۰  منتخب هند / تورنمنت جشن استقلال افغانستان ۱۹۴۱

### هنگ کنگ
| #                                        | تیم   | نتیجه | تیم     | عنوان مسابقات                                 |
| ---------------------------------------- | ----- | ----- | ------- | --------------------------------------------- |
| ۱                                        | ایران | ۲–۰   | هنگ کنگ | جام ملت‌های آسیا ۱۹۶۸                          |
| ۲                                        | ایران | ۲–۰   | هنگ کنگ | انتخابی جام جهانی ۱۹۷۸                        |
| ۳                                        | ایران | ۳–۰   | هنگ کنگ | انتخابی جام جهانی ۱۹۷۸                        |
| ۴                                        | ایران | ۲–۰   | هنگ کنگ | انتخابی جام ملت‌های آسیا ۱۹۸۸                  |
| ۵                                        | ایران | ۲–۰   | هنگ کنگ | انتخابی جام جهانی ۲۰۲۲ و جام ملت‌های آسیا ۲۰۲۳ |
| ۶                                        | ایران | ۳–۱   | هنگ کنگ | انتخابی جام جهانی ۲۰۲۲ و جام ملت‌های آسیا ۲۰۲۳ |
| ۷                                        | ایران | ۴–۰   | هنگ کنگ | انتخابی جام جهانی ۲۰۲۶ و جام ملت‌های آسیا ۲۰۲۷ |
| ۸                                        | ایران | ۱–۰   | هنگ کنگ | جام ملت‌های آسیا ۲۰۲۳                          |
| ۹                                        | ایران | ۴–۲   | هنگ کنگ | انتخابی جام جهانی ۲۰۲۶ و جام ملت‌های آسیا ۲۰۲۷ |
| برد ایران: ۹ / تساوی: ۰ / برد هنگ کنگ: ۰ |       |       |         |                                               |
| گل زده ایران: ۲۳ / گل زده هنگ کنگ: ۳     |       |       |         |                                               |

### یمن
| #                                    | تیم   | نتیجه | تیم | عنوان مسابقات         |
| ------------------------------------ | ----- | ----- | --- | --------------------- |
| ۱                                    | ایران | ۴–۰   | یمن | بازی‌های آسیایی ۱۹۹۴   |
| ۲                                    | ایران | ۲–۱   | یمن | قهرمانی غرب آسیا ۲۰۱۲ |
| ۳                                    | ایران | ۵–۰   | یمن | جام ملت‌های آسیا ۲۰۱۹  |
| برد ایران: ۳ / تساوی: ۰ / برد یمن: ۰ |       |       |     |                       |
| گل زده ایران: ۱۱ / گل زده یمن: ۱     |       |       |     |                       |

### یمن جنوبی[چ]
| #                                          | تیم   | نتیجه | تیم       | عنوان مسابقات        |
| ------------------------------------------ | ----- | ----- | --------- | -------------------- |
| ۱                                          | ایران | ۸–۰   | یمن جنوبی | جام ملت‌های آسیا ۱۹۷۶ |
| ۲                                          | ایران | ۲–۰   | یمن جنوبی | بازی‌های آسیایی ۱۹۸۲  |
| ۳                                          | ایران | ۲–۰   | یمن جنوبی | جام صلح و دوستی ۱۹۸۹ |
| برد ایران: ۳ / تساوی: ۰ / برد یمن جنوبی: ۰ |       |       |           |                      |
| گل زده ایران: ۱۲ / گل زده یمن جنوبی: ۰     |       |       |           |                      |

## آفریقا

### آنگولا
| #                                       | تیم   | نتیجه | تیم    | عنوان مسابقات  |
| --------------------------------------- | ----- | ----- | ------ | -------------- |
| ۱                                       | ایران | ۱–۱   | آنگولا | جام جهانی ۲۰۰۶ |
| ۲                                       | ایران | ۱–۰   | آنگولا | دوستانه (۲۰۱۱) |
| ۳                                       | ایران | ۱–۱   | آنگولا | دوستانه (۲۰۱۴) |
| ۴                                       | ایران | ۴–۰   | آنگولا | دوستانه (۲۰۲۳) |
| برد ایران: ۲ / تساوی: ۲ / برد آنگولا: ۰ |       |       |        |                |
| گل زده ایران: ۷ / گل زده آنگولا: ۲      |       |       |        |                |

### الجزایر
| #                                        | تیم   | نتیجه | تیم     | عنوان مسابقات               |
| ---------------------------------------- | ----- | ----- | ------- | --------------------------- |
| ۱                                        | ایران | ۲–۱   | الجزایر | جام ملت‌های آفریقا–آسیا ۱۹۹۱ |
| ۲                                        | ایران | ۰–۱   | الجزایر | جام ملت‌های آفریقا–آسیا ۱۹۹۱ |
| ۳                                        | ایران | ۲–۱   | الجزایر | دوستانه (۲۰۱۸)              |
| ۴                                        | ایران | ۱–۲   | الجزایر | دوستانه (۲۰۲۲)              |
| برد ایران: ۲ / تساوی: ۰ / برد الجزایر: ۲ |       |       |         |                             |
| گل زده ایران: ۵ / گل زده الجزایر: ۵      |       |       |         |                             |

مسابقات دوستانه غیررسمی

‒  ایران 0–1  الجزایر / دوستانه (احتمالا تیم‌های ارتش / ۱۹۸۱)

‒  ایران ۰–۰ (۹–۸ پ)  الجزایر ب / جام ال جی ۲۰۰۲ (مراکش)

### اوگاندا
| #                                        | تیم   | نتیجه       | تیم     | عنوان مسابقات        |
| ---------------------------------------- | ----- | ----------- | ------- | -------------------- |
| ۱                                        | ایران | ۲–۲ (۶–۷ پ) | اوگاندا | جام صلح و دوستی ۱۹۸۹ |
| برد ایران: ۰ / تساوی: ۱ / برد اوگاندا: ۰ |       |             |         |                      |
| گل زده ایران: ۲ / گل زده اوگاندا: ۲      |       |             |         |                      |

### بوتسوانا
| #                                         | تیم   | نتیجه | تیم      | عنوان مسابقات  |
| ----------------------------------------- | ----- | ----- | -------- | -------------- |
| ۱                                         | ایران | ۱–۱   | بوتسوانا | دوستانه (۲۰۰۹) |
| برد ایران: ۰ / تساوی: ۱ / برد بوتسوانا: ۰ |       |       |          |                |
| گل زده ایران: ۱ / گل زده بوتسوانا: ۱      |       |       |          |                |

### بورکینافاسو
| #                                            | تیم   | نتیجه | تیم         | عنوان مسابقات  |
| -------------------------------------------- | ----- | ----- | ----------- | -------------- |
| ۱                                            | ایران | ۲–۱   | بورکینافاسو | دوستانه (۲۰۲۴) |
| برد ایران: ۱ / تساوی: ۰ / برد بورکینافاسو: ۰ |       |       |             |                |
| گل زده ایران: ۲ / گل زده بورکینافاسو: ۱      |       |       |             |                |

### توگو
| #                                     | تیم   | نتیجه | تیم  | عنوان مسابقات                |
| ------------------------------------- | ----- | ----- | ---- | ---------------------------- |
| ۱                                     | ایران | ۲–۰   | توگو | تورنمنت چهارجانبه تهران ۲۰۰۵ |
| ۲                                     | ایران | ۲–۰   | توگو | دوستانه (۲۰۱۷)               |
| برد ایران: ۲ / تساوی: ۰ / برد توگو: ۰ |       |       |      |                              |
| گل زده ایران: ۴ / گل زده توگو: ۰      |       |       |      |                              |

### تونس
| #                                     | تیم   | نتیجه | تیم  | عنوان مسابقات  |
| ------------------------------------- | ----- | ----- | ---- | -------------- |
| ۱                                     | ایران | ۲–۲   | تونس | دوستانه (۲۰۱۲) |
| ۲                                     | ایران | ۰–۱   | تونس | دوستانه (۲۰۱۸) |
| ۳                                     | ایران | ۰–۲   | تونس | دوستانه (۲۰۲۲) |
| برد ایران: ۰ / تساوی: ۱ / برد تونس: ۲ |       |       |      |                |
| گل زده ایران: ۲ / گل زده تونس: ۵      |       |       |      |                |

### زامبیا
| #                                       | تیم   | نتیجه | تیم    | عنوان مسابقات  |
| --------------------------------------- | ----- | ----- | ------ | -------------- |
| ۱                                       | ایران | ۳–۲   | زامبیا | دوستانه (۲۰۰۸) |
| برد ایران: ۱ / تساوی: ۰ / برد زامبیا: ۰ |       |       |        |                |
| گل زده ایران: ۳ / گل زده زامبیا: ۲      |       |       |        |                |

### سنگال
| #                                      | تیم   | نتیجه | تیم   | عنوان مسابقات  |
| -------------------------------------- | ----- | ----- | ----- | -------------- |
| ۱                                      | ایران | ۱–۱   | سنگال | دوستانه (۲۰۰۹) |
| ۲                                      | ایران | ۱–۱   | سنگال | دوستانه (۲۰۲۲) |
| برد ایران: ۰ / تساوی: ۲ / برد سنگال: ۰ |       |       |       |                |
| گل زده ایران: ۲ / گل زده سنگال: ۲      |       |       |       |                |

### سیرالئون
| #                                         | تیم   | نتیجه | تیم      | عنوان مسابقات  |
| ----------------------------------------- | ----- | ----- | -------- | -------------- |
| ۱                                         | ایران | ۴–۰   | سیرالئون | دوستانه (۲۰۱۸) |
| برد ایران: ۱ / تساوی: ۰ / برد سیرالئون: ۰ |       |       |          |                |
| گل زده ایران: ۴ / گل زده سیرالئون: ۰      |       |       |          |                |

### غنا
| #                                    | تیم   | نتیجه | تیم | عنوان مسابقات               |
| ------------------------------------ | ----- | ----- | --- | --------------------------- |
| ۱                                    | ایران | ۳–۰   | غنا | جام ملت‌های آفریقا–آسیا ۱۹۷۸ |
| ۲                                    | ایران | ۲–۰   | غنا | جام بین‌المللی دهه فجر ۱۹۸۶  |
| برد ایران: ۲ / تساوی: ۰ / برد غنا: ۰ |       |       |     |                             |
| گل زده ایران: ۵ / گل زده غنا: ۰      |       |       |     |                             |

مسابقات دوستانه غیررسمی

‒  ایران 4–2  امید غنا / دوستانه (۲۰۰۷)

### کامرون
| #                                       | تیم   | نتیجه بازی | تیم    | عنوان مسابقات  |
| --------------------------------------- | ----- | ---------- | ------ | -------------- |
| ۱                                       | ایران | ۱–۱        | کامرون | دوستانه (۱۹۹۲) |
| ۲                                       | ایران | ۰–۰        | کامرون | دوستانه (۱۹۹۲) |
| برد ایران: ۰ / تساوی: ۲ / برد کامرون: ۰ |       |            |        |                |
| گل زده ایران: ۱ / گل زده کامرون: ۱      |       |            |        |                |

مسابقات دوستانه غیررسمی

‒  ایران 1–2  کامرون ب / جام ال جی ۲۰۰۳ (نیجریه)

‒  ایران 4–1  کامرون ب / جام ال جی ۲۰۰۳ (ایران)

### کنیا
| #                                     | تیم   | نتیجه | تیم  | عنوان مسابقات  |
| ------------------------------------- | ----- | ----- | ---- | -------------- |
| ۱                                     | ایران | ۳–۰   | کنیا | دوستانه (۱۹۹۷) |
| ۲                                     | ایران | ۱–۰   | کنیا | دوستانه (۲۰۰۹) |
| ۳                                     | ایران | ۲–۱   | کنیا | دوستانه (۲۰۲۳) |
| برد ایران: ۳ / تساوی: ۰ / برد کنیا: ۰ |       |       |      |                |
| گل زده ایران: ۶ / گل زده کنیا: ۱      |       |       |      |                |

### گینه
| #                                     | تیم   | نتیجه | تیم  | عنوان مسابقات        |
| ------------------------------------- | ----- | ----- | ---- | -------------------- |
| ۱                                     | ایران | ۱–۱   | گینه | جام صلح و دوستی ۱۹۸۹ |
| ۲                                     | ایران | ۱–۲   | گینه | دوستانه (۲۰۱۴)       |
| برد ایران: ۰ / تساوی: ۱ / برد گینه: ۱ |       |       |      |                      |
| گل زده ایران: ۲ / گل زده گینه: ۳      |       |       |      |                      |

### لیبی
| #                                     | تیم   | نتیجه | تیم  | عنوان مسابقات  |
| ------------------------------------- | ----- | ----- | ---- | -------------- |
| ۱                                     | ایران | ۴–۰   | لیبی | دوستانه (۲۰۰۵) |
| برد ایران: ۱ / تساوی: ۰ / برد لیبی: ۰ |       |       |      |                |
| گل زده ایران: ۴ / گل زده لیبی: ۰      |       |       |      |                |

مسابقات دوستانه غیررسمی

‒  ایران 1–0  لیبی / دوستانه (احتمالا تیم‌های ارتش / ۱۹۸۱)

### ماداگاسکار
| #                                           | تیم   | نتیجه | تیم        | عنوان مسابقات  |
| ------------------------------------------- | ----- | ----- | ---------- | -------------- |
| ۱                                           | ایران | ۱–۰   | ماداگاسکار | دوستانه (۲۰۱۱) |
| برد ایران: ۱ / تساوی: ۰ / برد ماداگاسکار: ۰ |       |       |            |                |
| گل زده ایران: ۱ / گل زده ماداگاسکار: ۰      |       |       |            |                |

### مالی
| #                                     | تیم   | نتیجه | تیم  | عنوان مسابقات                    |
| ------------------------------------- | ----- | ----- | ---- | -------------------------------- |
| ۱                                     | ایران | ۱–۲   | مالی | تورنمنت بین‌المللی دوستی قطر ۲۰۱۰ |
| برد ایران: ۰ / تساوی: ۰ / برد مالی: ۱ |       |       |      |                                  |
| گل زده ایران: ۱ / گل زده مالی: ۲      |       |       |      |                                  |

### مراکش
| #                                      | تیم   | نتیجه | تیم   | عنوان مسابقات  |
| -------------------------------------- | ----- | ----- | ----- | -------------- |
| ۱                                      | ایران | ۱–۰   | مراکش | جام جهانی ۲۰۱۸ |
| برد ایران: ۱ / تساوی: ۰ / برد مراکش: ۰ |       |       |       |                |
| گل زده ایران: ۱ / گل زده مراکش: ۰      |       |       |       |                |

مسابقات دوستانه غیررسمی

‒  ایران ۱–۱ (۴–۳ پ)  امید مراکش / جام ال جی ۲۰۰۲ (ایران)

### مصر
| #                                    | تیم   | نتیجه       | تیم | عنوان مسابقات          |
| ------------------------------------ | ----- | ----------- | --- | ---------------------- |
| ۱                                    | ایران | ۱–۱ (۷–۸ پ) | مصر | جام ال جی ۲۰۰۰ (ایران) |
| برد ایران: ۰ / تساوی: ۱ / برد مصر: ۰ |       |             |     |                        |
| گل زده ایران: ۱ / گل زده مصر: ۱      |       |             |     |                        |

### موریتانی
| #                                         | تیم   | نتیجه | تیم      | عنوان مسابقات  |
| ----------------------------------------- | ----- | ----- | -------- | -------------- |
| ۱                                         | ایران | ۲–۰   | موریتانی | دوستانه (۲۰۱۲) |
| برد ایران: ۱ / تساوی: ۰ / برد موریتانی: ۰ |       |       |          |                |
| گل زده ایران: ۲ / گل زده موریتانی: ۰      |       |       |          |                |

### موزامبیک
| #                                         | تیم   | نتیجه | تیم      | عنوان مسابقات  |
| ----------------------------------------- | ----- | ----- | -------- | -------------- |
| ۱                                         | ایران | ۳–۰   | موزامبیک | دوستانه (۲۰۱۲) |
| برد ایران: ۱ / تساوی: ۰ / برد موزامبیک: ۰ |       |       |          |                |
| گل زده ایران: ۳ / گل زده موزامبیک: ۰      |       |       |          |                |

### نیجریه
| #                                       | تیم   | نتیجه | تیم    | عنوان مسابقات     |
| --------------------------------------- | ----- | ----- | ------ | ----------------- |
| ۱                                       | ایران | ۰–۱   | نیجریه | جام کارلزبرگ ۱۹۹۸ |
| ۲                                       | ایران | ۰–۰   | نیجریه | جام جهانی ۲۰۱۴    |
| برد ایران: ۰ / تساوی: ۱ / برد نیجریه: ۱ |       |       |        |                   |
| گل زده ایران: ۰ / گل زده نیجریه: ۱      |       |       |        |                   |

## آمریکای جنوبی

### آرژانتین
| #                                         | تیم   | نتیجه       | تیم      | عنوان مسابقات             |
| ----------------------------------------- | ----- | ----------- | -------- | ------------------------- |
| ۱                                         | ایران | ۱–۱ (۱–۴ پ) | آرژانتین | ۷۵ سالگی رئال مادرید ۱۹۷۷ |
| ۲                                         | ایران | ۰–۱         | آرژانتین | جام جهانی ۲۰۱۴            |
| برد ایران: ۰ / تساوی: ۱ / برد آرژانتین: ۱ |       |             |          |                           |
| گل زده ایران: ۱ / گل زده آرژانتین: ۲      |       |             |          |                           |

### اروگوئه
| #                                        | تیم   | نتیجه       | تیم     | عنوان مسابقات     |
| ---------------------------------------- | ----- | ----------- | ------- | ----------------- |
| ۱                                        | ایران | ۱–۱ (۲–۴ پ) | اروگوئه | جام کارلزبرگ ۲۰۰۳ |
| ۲                                        | ایران | ۱–۰         | اروگوئه | دوستانه (۲۰۲۲)    |
| برد ایران: ۱ / تساوی: ۱ / برد اروگوئه: ۰ |       |             |         |                   |
| گل زده ایران: ۲ / گل زده اروگوئه: ۱      |       |             |         |                   |

### اکوادور
| #                                        | تیم   | نتیجه | تیم     | عنوان مسابقات               |
| ---------------------------------------- | ----- | ----- | ------- | --------------------------- |
| ۱                                        | ایران | ۱–۱   | اکوادور | جام استقلال برزیل ۱۹۷۲      |
| ۲                                        | ایران | ۱–۱   | اکوادور | جام کانادا ۱۹۹۹             |
| ۳                                        | ایران | ۰–۱   | اکوادور | تورنمنت بین‌المللی عمان ۲۰۰۸ |
| برد ایران: ۰ / تساوی: ۲ / برد اکوادور: ۱ |       |       |         |                             |
| گل زده ایران: ۲ / گل زده اکوادور: ۳      |       |       |         |                             |

مسابقات دوستانه غیررسمی

–  ایران 2–1  امید اکوادور / دوستانه (۲۰۰۰)

### برزیل
| #                                      | تیم   | نتیجه | تیم   | عنوان مسابقات       |
| -------------------------------------- | ----- | ----- | ----- | ------------------- |
| ۱                                      | ایران | ۱–۰   | برزیل | بازی‌های المپیک ۱۹۷۲ |
| ۲                                      | ایران | ۰–۳   | برزیل | دوستانه (۲۰۱۰)      |
| برد ایران: ۱ / تساوی: ۰ / برد برزیل: ۱ |       |       |       |                     |
| گل زده ایران: ۱ / گل زده برزیل: ۳      |       |       |       |                     |

مسابقات دوستانه غیررسمی
‒  ایران ۲–۲  المپیک برزیل / دوستانه (۱۹۷۶)

### بولیوی
| #                                       | تیم   | نتیجه | تیم    | عنوان مسابقات  |
| --------------------------------------- | ----- | ----- | ------ | -------------- |
| ۱                                       | ایران | ۲–۱   | بولیوی | دوستانه (۲۰۱۸) |
| برد ایران: ۱ / تساوی: ۰ / برد بولیوی: ۰ |       |       |        |                |
| گل زده ایران: ۲ / گل زده بولیوی: ۱      |       |       |        |                |

### پاراگوئه
| #                                         | تیم   | نتیجه       | تیم      | عنوان مسابقات          |
| ----------------------------------------- | ----- | ----------- | -------- | ---------------------- |
| ۱                                         | ایران | ۱–۱ (۴–۳ پ) | پاراگوئه | جام ال جی ۲۰۰۲ (ایران) |
| برد ایران: ۰ / تساوی: ۱ / برد پاراگوئه: ۰ |       |             |          |                        |
| گل زده ایران: ۱ / گل زده پاراگوئه: ۱      |       |             |          |                        |

### پرو
| #                                    | تیم   | نتیجه | تیم | عنوان مسابقات  |
| ------------------------------------ | ----- | ----- | --- | -------------- |
| ۱                                    | ایران | ۱–۴   | پرو | جام جهانی ۱۹۷۸ |
| برد ایران: ۰ / تساوی: ۰ / برد پرو: ۱ |       |       |     |                |
| گل زده ایران: ۱ / گل زده پرو: ۴      |       |       |     |                |

### شیلی
| #                                     | تیم   | نتیجه       | تیم  | عنوان مسابقات          |
| ------------------------------------- | ----- | ----------- | ---- | ---------------------- |
| ۱                                     | ایران | ۱–۲         | شیلی | جام استقلال برزیل ۱۹۷۲ |
| ۲                                     | ایران | ۱–۱ (۴–۲ پ) | شیلی | جام کارلزبرگ ۱۹۹۸      |
| ۳                                     | ایران | ۲–۰         | شیلی | دوستانه (۲۰۱۵)         |
| برد ایران: ۱ / تساوی: ۱ / برد شیلی: ۱ |       |             |      |                        |
| گل زده ایران: ۴ / گل زده شیلی: ۳      |       |             |      |                        |

### ونزوئلا
| #                                        | تیم   | نتیجه | تیم     | عنوان مسابقات          |
| ---------------------------------------- | ----- | ----- | ------- | ---------------------- |
| ۱                                        | ایران | ۱–۰   | ونزوئلا | جام ال جی ۲۰۰۲ (مراکش) |
| ۲                                        | ایران | ۱–۰   | ونزوئلا | دوستانه (۲۰۱۷)         |
| ۳                                        | ایران | ۱–۱   | ونزوئلا | دوستانه (۲۰۱۸)         |
| برد ایران: ۲ / تساوی: ۱ / برد ونزوئلا: ۰ |       |       |         |                        |
| گل زده ایران: ۳ / گل زده ونزوئلا: ۱      |       |       |         |                        |

## آمریکای شمالی، مرکزی و کارائیب

### ایالات متحده آمریکا
| #                                                    | تیم   | نتیجه | تیم                 | عنوان مسابقات  |
| ---------------------------------------------------- | ----- | ----- | ------------------- | -------------- |
| ۱                                                    | ایران | ۲–۱   | ایالات متحده آمریکا | جام جهانی ۱۹۹۸ |
| ۲                                                    | ایران | ۱–۱   | ایالات متحده آمریکا | دوستانه (۲۰۰۰) |
| ۳                                                    | ایران | ۰–۱   | ایالات متحده آمریکا | جام جهانی ۲۰۲۲ |
| برد ایران: ۱ / تساوی: ۱ / برد ایالات متحده آمریکا: ۱ |       |       |                     |                |
| گل زده ایران: ۳ / گل زده ایالات متحده آمریکا: ۳      |       |       |                     |                |

### پاناما
| #                                       | تیم   | نتیجه | تیم    | عنوان مسابقات  |
| --------------------------------------- | ----- | ----- | ------ | -------------- |
| ۱                                       | ایران | ۱–۰   | پاناما | دوستانه (۲۰۰۴) |
| ۲                                       | ایران | ۲–۱   | پاناما | دوستانه (۲۰۱۷) |
| برد ایران: ۲ / تساوی: ۰ / برد پاناما: ۰ |       |       |        |                |
| گل زده ایران: ۳ / گل زده پاناما: ۱      |       |       |        |                |

### ترینیداد و توباگو
| #                                                  | تیم   | نتیجه | تیم               | عنوان مسابقات  |
| -------------------------------------------------- | ----- | ----- | ----------------- | -------------- |
| ۱                                                  | ایران | ۲–۰   | ترینیداد و توباگو | دوستانه (۲۰۱۴) |
| ۲                                                  | ایران | ۱–۰   | ترینیداد و توباگو | دوستانه (۲۰۱۸) |
| برد ایران: ۲ / تساوی: ۰ / برد ترینیداد و توباگو: ۰ |       |       |                   |                |
| گل زده ایران: ۳ / گل زده ترینیداد و توباگو: ۰      |       |       |                   |                |

### جامائیکا
| #                                         | تیم   | نتیجه | تیم      | عنوان مسابقات          |
| ----------------------------------------- | ----- | ----- | -------- | ---------------------- |
| ۱                                         | ایران | ۱–۰   | جامائیکا | جام ال جی ۱۹۹۸ (ایران) |
| ۲                                         | ایران | ۸–۱   | جامائیکا | دوستانه (۲۰۰۷)         |
| برد ایران: ۲ / تساوی: ۰ / برد جامائیکا: ۰ |       |       |          |                        |
| گل زده ایران: ۹ / گل زده جامائیکا: ۱      |       |       |          |                        |

### کاستاریکا
| #                                          | تیم   | نتیجه | تیم       | عنوان مسابقات  |
| ------------------------------------------ | ----- | ----- | --------- | -------------- |
| ۱                                          | ایران | ۳–۲   | کاستاریکا | دوستانه (۲۰۰۶) |
| ۲                                          | ایران | ۰–۰   | کاستاریکا | دوستانه (۲۰۰۸) |
| برد ایران: ۱ / تساوی: ۱ / برد کاستاریکا: ۰ |       |       |           |                |
| گل زده ایران: ۳ / گل زده کاستاریکا: ۲      |       |       |           |                |

### کانادا
| #                                       | تیم   | نتیجه | تیم    | عنوان مسابقات        |
| --------------------------------------- | ----- | ----- | ------ | -------------------- |
| ۱                                       | ایران | ۱–۰   | کانادا | دوستانه (۱۹۹۷)       |
| ۲                                       | ایران | ۱–۰   | کانادا | جام کانادا ۱۹۹۹      |
| ۳                                       | ایران | ۰–۱   | کانادا | جام ال جی ۲۰۰۱ (مصر) |
| برد ایران: ۲ / تساوی: ۰ / برد کانادا: ۱ |       |       |        |                      |
| گل زده ایران: ۲ / گل زده کانادا: ۱      |       |       |        |                      |

### کوبا
| #                                     | تیم   | نتیجه | تیم  | عنوان مسابقات       |
| ------------------------------------- | ----- | ----- | ---- | ------------------- |
| ۱                                     | ایران | ۱–۰   | کوبا | بازی‌های المپیک ۱۹۷۶ |
| برد ایران: ۱ / تساوی: ۰ / برد کوبا: ۰ |       |       |      |                     |
| گل زده ایران: ۱ / گل زده کوبا: ۰      |       |       |      |                     |

### گواتمالا
| #                                         | تیم   | نتیجه | تیم      | عنوان مسابقات   |
| ----------------------------------------- | ----- | ----- | -------- | --------------- |
| ۱                                         | ایران | ۲–۲   | گواتمالا | جام کانادا ۱۹۹۹ |
| برد ایران: ۰ / تساوی: ۱ / برد گواتمالا: ۰ |       |       |          |                 |
| گل زده ایران: ۲ / گل زده گواتمالا: ۲      |       |       |          |                 |

### مکزیک
| #                                      | تیم   | نتیجه | تیم   | عنوان مسابقات       |
| -------------------------------------- | ----- | ----- | ----- | ------------------- |
| ۱                                      | ایران | ۱–۱   | مکزیک | بازی‌های المپیک ۱۹۶۴ |
| ۲                                      | ایران | ۱–۲   | مکزیک | دوستانه (۲۰۰۰)      |
| ۳                                      | ایران | ۱–۳   | مکزیک | جام جهانی ۲۰۰۶      |
| ۴                                      | ایران | ۰–۴   | مکزیک | دوستانه (۲۰۰۷)      |
| برد ایران: ۰ / تساوی: ۱ / برد مکزیک: ۳ |       |       |       |                     |
| گل زده ایران: ۳ / گل زده مکزیک: ۱۰     |       |       |       |                     |

### نیکاراگوئه
| #                                           | تیم   | نتیجه | تیم        | عنوان مسابقات  |
| ------------------------------------------- | ----- | ----- | ---------- | -------------- |
| ۱                                           | ایران | ۱–۰   | نیکاراگوئه | دوستانه (۲۰۲۲) |
| برد ایران: ۱ / تساوی: ۰ / برد نیکاراگوئه: ۰ |       |       |            |                |
| گل زده ایران: ۱ / گل زده نیکاراگوئه: ۰      |       |       |            |                |

## اروپا

### آذربایجان
| #                                          | تیم   | نتیجه | تیم       | عنوان مسابقات  |
| ------------------------------------------ | ----- | ----- | --------- | -------------- |
| ۱                                          | ایران | ۱–۱   | آذربایجان | دوستانه (۲۰۰۲) |
| ۲                                          | ایران | ۲–۱   | آذربایجان | دوستانه (۲۰۰۵) |
| ۳                                          | ایران | ۱–۰   | آذربایجان | دوستانه (۲۰۰۸) |
| برد ایران: ۲ / تساوی: ۱ / برد آذربایجان: ۰ |       |       |           |                |
| گل زده ایران: ۴ / گل زده آذربایجان: ۲      |       |       |           |                |

### آلبانی
| #                                       | تیم   | نتیجه | تیم    | عنوان مسابقات  |
| --------------------------------------- | ----- | ----- | ------ | -------------- |
| ۱                                       | ایران | ۰–۱   | آلبانی | دوستانه (۲۰۱۲) |
| برد ایران: ۰ / تساوی: ۰ / برد آلبانی: ۱ |       |       |        |                |
| گل زده ایران: ۰ / گل زده آلبانی: ۱      |       |       |        |                |

### آلمان
| #                                      | تیم   | نتیجه | تیم   | عنوان مسابقات  |
| -------------------------------------- | ----- | ----- | ----- | -------------- |
| ۱                                      | ایران | ۰–۲   | آلمان | جام جهانی ۱۹۹۸ |
| ۲                                      | ایران | ۰–۲   | آلمان | دوستانه (۲۰۰۴) |
| برد ایران: ۰ / تساوی: ۰ / برد آلمان: ۲ |       |       |       |                |
| گل زده ایران: ۰ / گل زده آلمان: ۴      |       |       |       |                |

### آلمان شرقی[ر]
| #                                           | تیم   | نتیجه | تیم            | عنوان مسابقات       |
| ------------------------------------------- | ----- | ----- | -------------- | ------------------- |
| ۱                                           | ایران | ۰–۴   | تیم متحد آلمان | بازی‌های المپیک ۱۹۶۴ |
| برد ایران: ۰ / تساوی: ۰ / برد آلمان شرقی: ۱ |       |       |                |                     |
| گل زده ایران: ۰ / گل زده آلمان شرقی: ۴      |       |       |                |                     |

مسابقات دوستانه غیررسمی

–  ایران 0–1  جوانان آلمان شرقی / دوستانه (۱۹۸۸)

–  ایران 0–3  جوانان آلمان شرقی / دوستانه (۱۹۸۸)

### اتریش
| #                                      | تیم   | نتیجه | تیم   | عنوان مسابقات  |
| -------------------------------------- | ----- | ----- | ----- | -------------- |
| ۱                                      | ایران | ۱–۵   | اتریش | دوستانه (۲۰۰۰) |
| برد ایران: ۰ / تساوی: ۰ / برد اتریش: ۱ |       |       |       |                |
| گل زده ایران: ۱ / گل زده اتریش: ۵      |       |       |       |                |

مسابقات دوستانه غیررسمی

–  ایران ۳–۱  المپیک اتریش / تورنمنت بین‌المللی کوروش ۱۹۷۱

### ارمنستان
| #                                         | تیم   | نتیجه | تیم      | عنوان مسابقات  |
| ----------------------------------------- | ----- | ----- | -------- | -------------- |
| ۱                                         | ایران | ۳–۱   | ارمنستان | دوستانه (۲۰۱۰) |
| برد ایران: ۱ / تساوی: ۰ / برد ارمنستان: ۰ |       |       |          |                |
| گل زده ایران: ۳ / گل زده ارمنستان: ۱      |       |       |          |                |

### اسپانیا
| #                                        | تیم   | نتیجه | تیم     | عنوان مسابقات  |
| ---------------------------------------- | ----- | ----- | ------- | -------------- |
| ۱                                        | ایران | ۰–۱   | اسپانیا | جام جهانی ۲۰۱۸ |
| برد ایران: ۰ / تساوی: ۰ / برد اسپانیا: ۱ |       |       |         |                |
| گل زده ایران: ۰ / گل زده اسپانیا: ۱      |       |       |         |                |

### اسرائیل[ژ]
م.رگ بر اس.رائیل کودک ک.ش
| #                                        | تیم   | نتیجه                      | تیم     | عنوان مسابقات                |
| ---------------------------------------- | ----- | -------------------------- | ------- | ---------------------------- |
| ۱                                        | ایران | ۹۰۰–۴                      | اسرائیل | بازی‌های آسیایی ۱۹۵۸          |
| ۲                                        | ایران | ۹۳–۰                       | اسرائیل | انتخابی جام ملت‌های آسیا ۱۹۶۰ |
| ۳                                        | ایران | ۹۱ بر نامعلوم به نفع ایران | اسرائیل | انتخابی جام ملت‌های آسیا ۱۹۶۰ |
| ۴                                        | ایران | ۲۰۰–۱                      | اسرائیل | جام ملت‌های آسیا ۱۹۶۸         |
| ۵                                        | ایران | ۴۱–۰                       | اسرائیل | بازی‌های آسیایی ۱۹۷۴          |
| برد ایران: ۳ / تساوی: ۱ / برد اسرائیل: ۱ |       |                            |         |                              |
| گل زده ایران: ۷ / گل زده اسرائیل: ۶      |       |                            |         |                              |

### اسکاتلند
| #                                         | تیم   | نتیجه | تیم      | عنوان مسابقات  |
| ----------------------------------------- | ----- | ----- | -------- | -------------- |
| ۱                                         | ایران | ۱–۱   | اسکاتلند | جام جهانی ۱۹۷۸ |
| برد ایران: ۰ / تساوی: ۱ / برد اسکاتلند: ۰ |       |       |          |                |
| گل زده ایران: ۱ / گل زده اسکاتلند: ۱      |       |       |          |                |

### اسلواکی
| #                                        | تیم   | نتیجه | تیم     | عنوان مسابقات  |
| ---------------------------------------- | ----- | ----- | ------- | -------------- |
| ۱                                        | ایران | ۴–۳   | اسلواکی | دوستانه (۲۰۰۱) |
| ۲                                        | ایران | ۲–۳   | اسلواکی | دوستانه (۲۰۰۲) |
| برد ایران: ۱ / تساوی: ۰ / برد اسلواکی: ۱ |       |       |         |                |
| گل زده ایران: ۶ / گل زده اسلواکی: ۶      |       |       |         |                |

### اوکراین
| #                                        | تیم   | نتیجه | تیم     | عنوان مسابقات  |
| ---------------------------------------- | ----- | ----- | ------- | -------------- |
| ۱                                        | ایران | ۱–۰   | اوکراین | دوستانه (۲۰۰۲) |
| برد ایران: ۱ / تساوی: ۰ / برد اوکراین: ۰ |       |       |         |                |
| گل زده ایران: ۱ / گل زده اوکراین: ۰      |       |       |         |                |

### انگلستان
| #                                         | تیم   | نتیجه | تیم      | عنوان مسابقات  |
| ----------------------------------------- | ----- | ----- | -------- | -------------- |
| ۱                                         | ایران | ۲–۶   | انگلستان | جام جهانی ۲۰۲۲ |
| برد ایران: ۰ / تساوی: ۰ / برد انگلستان: ۱ |       |       |          |                |
| گل زده ایران: ۲ / گل زده انگلستان: ۶      |       |       |          |                |

### ایسلند
| #                                       | تیم   | نتیجه | تیم    | عنوان مسابقات  |
| --------------------------------------- | ----- | ----- | ------ | -------------- |
| ۱                                       | ایران | ۱–۰   | ایسلند | دوستانه (۲۰۰۹) |
| برد ایران: ۱ / تساوی: ۰ / برد ایسلند: ۰ |       |       |        |                |
| گل زده ایران: ۱ / گل زده ایسلند: ۰      |       |       |        |                |

### بلاروس
| #                                       | تیم   | نتیجه | تیم    | عنوان مسابقات  |
| --------------------------------------- | ----- | ----- | ------ | -------------- |
| ۱                                       | ایران | ۱–۲   | بلاروس | دوستانه (۲۰۰۲) |
| ۲                                       | ایران | ۲–۲   | بلاروس | دوستانه (۲۰۰۷) |
| ۳                                       | ایران | ۰–۰   | بلاروس | دوستانه (۲۰۱۴) |
| برد ایران: ۰ / تساوی: ۲ / برد بلاروس: ۱ |       |       |        |                |
| گل زده ایران: ۳ / گل زده بلاروس: ۴      |       |       |        |                |

### بلغارستان
| #                                          | تیم   | نتیجه | تیم       | عنوان مسابقات  |
| ------------------------------------------ | ----- | ----- | --------- | -------------- |
| ۱                                          | ایران | ۱–۱   | بلغارستان | دوستانه (۱۹۷۸) |
| ۲                                          | ایران | ۱–۰   | بلغارستان | دوستانه (۲۰۲۳) |
| برد ایران: ۱ / تساوی: ۱ / برد بلغارستان: ۰ |       |       |           |                |
| گل زده ایران: ۲ / گل زده بلغارستان: ۱      |       |       |           |                |

### بوسنی و هرزگوین
| #                                                | تیم   | نتیجه | تیم             | عنوان مسابقات          |
| ------------------------------------------------ | ----- | ----- | --------------- | ---------------------- |
| ۱                                                | ایران | ۲–۲   | بوسنی و هرزگوین | دوستانه (۲۰۰۱)         |
| ۲                                                | ایران | ۴–۰   | بوسنی و هرزگوین | جام ال جی ۲۰۰۱ (ایران) |
| ۳                                                | ایران | ۲–۱   | بوسنی و هرزگوین | دوستانه (۲۰۰۵)         |
| ۴                                                | ایران | ۵–۲   | بوسنی و هرزگوین | دوستانه (۲۰۰۶)         |
| ۵                                                | ایران | ۳–۲   | بوسنی و هرزگوین | دوستانه (۲۰۰۹)         |
| ۶                                                | ایران | ۱–۳   | بوسنی و هرزگوین | جام جهانی ۲۰۱۴         |
| ۷                                                | ایران | ۲–۰   | بوسنی و هرزگوین | دوستانه (۲۰۲۰)         |
| برد ایران: ۵ / تساوی: ۱ / برد بوسنی و هرزگوین: ۱ |       |       |                 |                        |
| گل زده ایران: ۱۹ / گل زده بوسنی و هرزگوین: ۱۰    |       |       |                 |                        |

مسابقات دوستانه غیررسمی

–  ایران 1–3  منتخب بوسنی و هرزگوین / دوستانه (۱۹۹۳)

### پرتغال
| #                                       | تیم   | نتیجه | تیم    | عنوان مسابقات          |
| --------------------------------------- | ----- | ----- | ------ | ---------------------- |
| ۱                                       | ایران | ۰–۳   | پرتغال | جام استقلال برزیل ۱۹۷۲ |
| ۲                                       | ایران | ۰–۲   | پرتغال | جام جهانی ۲۰۰۶         |
| ۳                                       | ایران | ۱–۱   | پرتغال | جام جهانی ۲۰۱۸         |
| برد ایران: ۰ / تساوی: ۱ / برد پرتغال: ۲ |       |       |        |                        |
| گل زده ایران: ۱ / گل زده پرتغال: ۶      |       |       |        |                        |

### ترکیه
| #                                      | تیم   | نتیجه | تیم   | عنوان مسابقات          |
| -------------------------------------- | ----- | ----- | ----- | ---------------------- |
| ۱                                      | ایران | ۱–۶   | ترکیه | دوستانه (۱۹۵۰)         |
| ۲                                      | ایران | ۰–۰   | ترکیه | جام عمران منطقه‌ای ۱۹۶۵ |
| ۳                                      | ایران | ۰–۰   | ترکیه | جام عمران منطقه‌ای ۱۹۶۵ |
| ۴                                      | ایران | ۰–۱   | ترکیه | جام عمران منطقه‌ای ۱۹۶۷ |
| ۵                                      | ایران | ۰–۴   | ترکیه | جام عمران منطقه‌ای ۱۹۶۹ |
| ۶                                      | ایران | ۱–۲   | ترکیه | دوستانه (۲۰۱۸)         |
| برد ایران: ۰ / تساوی: ۲ / برد ترکیه: ۴ |       |       |       |                        |
| گل زده ایران: ۲ / گل زده ترکیه: ۱۳     |       |       |       |                        |

مسابقات دوستانه غیررسمی

–  ایران ۱–۳  منتخب استانبول / دوستانه (۱۹۴۷)

–  ایران ۱–۱  منتخب استانبول / دوستانه (۱۹۴۷)

–  ایران ۲–۲  منتخب آنکارا / دوستانه (۱۹۵۰)

–  ایران ۱–۲  منتخب ترکیه / دوستانه (۱۹۶۵)

–  ایران ۲–۱  منتخب ترکیه / دوستانه (۱۹۶۵)

–  ایران ۱–۱  منتخب ترکیه / جام عمران منطقه‌ای ۱۹۷۰

–  ایران ۱–۰  المپیک ترکیه / تورنمنت بین‌المللی کوروش ۱۹۷۱

–  ملوان ایران ۰–۱  ترکیه / جام عمران منطقه‌ای ۱۹۷۴

### جمهوری ایرلند
| #                                              | تیم   | نتیجه | تیم           | عنوان مسابقات          |
| ---------------------------------------------- | ----- | ----- | ------------- | ---------------------- |
| ۱                                              | ایران | ۱–۲   | جمهوری ایرلند | جام استقلال برزیل ۱۹۷۲ |
| ۲                                              | ایران | ۰–۲   | جمهوری ایرلند | انتخابی جام جهانی ۲۰۰۲ |
| ۳                                              | ایران | ۱–۰   | جمهوری ایرلند | انتخابی جام جهانی ۲۰۰۲ |
| برد ایران: ۱ / تساوی: ۰ / برد جمهوری ایرلند: ۲ |       |       |               |                        |
| گل زده ایران: ۲ / گل زده جمهوری ایرلند: ۴      |       |       |               |                        |

### جمهوری چک[ش]
| #                                          | تیم   | نتیجه | تیم      | عنوان مسابقات  |
| ------------------------------------------ | ----- | ----- | -------- | -------------- |
| ۱                                          | ایران | ۰–۱   | چکسلواکی | دوستانه (۱۹۷۴) |
| برد ایران: ۰ / تساوی: ۰ / برد جمهوری چک: ۱ |       |       |          |                |
| گل زده ایران: ۰ / گل زده جمهوری چک: ۱      |       |       |          |                |

### دانمارک
| #                                        | تیم   | نتیجه | تیم     | عنوان مسابقات       |
| ---------------------------------------- | ----- | ----- | ------- | ------------------- |
| ۱                                        | ایران | ۰–۴   | دانمارک | بازی‌های المپیک ۱۹۷۲ |
| ۲                                        | ایران | ۰–۰   | دانمارک | دوستانه (۱۹۹۹)      |
| برد ایران: ۰ / تساوی: ۱ / برد دانمارک: ۱ |       |       |         |                     |
| گل زده ایران: ۰ / گل زده دانمارک: ۴      |       |       |         |                     |

مسابقات دوستانه غیررسمی

–  ایران 1–0  منتخب لیگ دانمارک / جام کارلزبرگ ۲۰۰۳

### روسیه[ص]
| #                                      | تیم   | نتیجه | تیم                | عنوان مسابقات       |
| -------------------------------------- | ----- | ----- | ------------------ | ------------------- |
| ۱                                      | ایران | ۱–۲   | اتحاد جماهیر شوروی | بازی‌های المپیک ۱۹۷۶ |
| ۲                                      | ایران | ۰–۱   | اتحاد جماهیر شوروی | دوستانه (۱۹۷۸)      |
| ۳                                      | ایران | ۰–۲   | اتحاد جماهیر شوروی | جام نهرو ۱۹۸۵       |
| ۴                                      | ایران | ۱–۰   | روسیه              | دوستانه (۲۰۱۱)      |
| ۵                                      | ایران | ۱–۱   | روسیه              | دوستانه (۲۰۱۸)      |
| ۶                                      | ایران | ۱–۱   | روسیه              | دوستانه (۲۰۲۳)      |
| برد ایران: ۱ / تساوی: ۲ / برد روسیه: ۳ |       |       |                    |                     |
| گل زده ایران: ۴ / گل زده روسیه: ۷      |       |       |                    |                     |

مسابقات دوستانه غیررسمی

–  ایران ۱–۰  امید اتحاد جماهیر شوروی / مسابقات بین‌المللی ایران ۱۹۷۴

–  ایران ۰–۱  امید اتحاد جماهیر شوروی / مسابقات بین‌المللی ایران ۱۹۷۵

–  ایران ۱–۰  امید اتحاد جماهیر شوروی / دوستانه (۱۹۷۶)

–  ایران ۲–۲  امید اتحاد جماهیر شوروی / دوستانه (۱۹۷۶)

–  ایران ۱–۳  جوانان اتحاد جماهیر شوروی / دوستانه (۱۹۷۷)

–  ایران ۱–۱  جوانان اتحاد جماهیر شوروی / دوستانه (۱۹۷۷)

–  ایران 0–1  جوانان اتحاد جماهیر شوروی / دوستانه (۱۹۹۰)

–  ایران 0–1  جوانان اتحاد جماهیر شوروی / دوستانه (۱۹۹۰)

### رومانی
| #                                       | تیم   | نتیجه | تیم    | عنوان مسابقات       |
| --------------------------------------- | ----- | ----- | ------ | ------------------- |
| ۱                                       | ایران | ۰–۱   | رومانی | بازی‌های المپیک ۱۹۶۴ |
| ۲                                       | ایران | ۲–۲   | رومانی | دوستانه (۱۹۷۶)      |
| ۳                                       | ایران | ۰–۰   | رومانی | دوستانه (۱۹۷۷)      |
| برد ایران: ۰ / تساوی: ۲ / برد رومانی: ۱ |       |       |        |                     |
| گل زده ایران: ۲ / گل زده رومانی: ۳      |       |       |        |                     |

### سوئد
| #                                     | تیم   | نتیجه | تیم  | عنوان مسابقات  |
| ------------------------------------- | ----- | ----- | ---- | -------------- |
| ۱                                     | ایران | ۱–۳   | سوئد | دوستانه (۲۰۱۵) |
| برد ایران: ۰ / تساوی: ۰ / برد سوئد: ۱ |       |       |      |                |
| گل زده ایران: ۱ / گل زده سوئد: ۳      |       |       |      |                |

### صربستان[ض]
| #                                        | تیم   | نتیجه | تیم      | عنوان مسابقات  |
| ---------------------------------------- | ----- | ----- | -------- | -------------- |
| ۱                                        | ایران | ۰–۰   | یوگسلاوی | دوستانه (۱۹۷۸) |
| ۲                                        | ایران | ۱–۳   | یوگسلاوی | جام نهرو ۱۹۸۵  |
| ۳                                        | ایران | ۰–۱   | یوگسلاوی | جام جهانی ۱۹۹۸ |
| برد ایران: ۰ / تساوی: ۱ / برد صربستان: ۲ |       |       |          |                |
| گل زده ایران: ۱ / گل زده صربستان: ۴      |       |       |          |                |

### فرانسه
| #                                       | تیم   | نتیجه | تیم    | عنوان مسابقات  |
| --------------------------------------- | ----- | ----- | ------ | -------------- |
| ۱                                       | ایران | ۱–۲   | فرانسه | دوستانه (۱۹۷۸) |
| برد ایران: ۰ / تساوی: ۰ / برد فرانسه: ۱ |       |       |        |                |
| گل زده ایران: ۱ / گل زده فرانسه: ۲      |       |       |        |                |

مسابقات دوستانه غیررسمی

–  ایران ۴–۳  المپیک فرانسه / دوستانه (۱۹۷۶)

### قبرس
| #                                     | تیم   | نتیجه | تیم  | عنوان مسابقات  |
| ------------------------------------- | ----- | ----- | ---- | -------------- |
| ۱                                     | ایران | ۰–۰   | قبرس | دوستانه (۲۰۰۰) |
| برد ایران: ۰ / تساوی: ۱ / برد قبرس: ۰ |       |       |      |                |
| گل زده ایران: ۰ / گل زده قبرس: ۰      |       |       |      |                |

### قزاقستان[ط]
| #                                         | تیم   | نتیجه | تیم      | عنوان مسابقات         |
| ----------------------------------------- | ----- | ----- | -------- | --------------------- |
| ۱                                         | ایران | ۲–۰   | قزاقستان | بازی‌های آسیایی ۱۹۹۸   |
| ۲                                         | ایران | ۳–۰   | قزاقستان | قهرمانی غرب آسیا ۲۰۰۰ |
| برد ایران: ۲ / تساوی: ۰ / برد قزاقستان: ۰ |       |       |          |                       |
| گل زده ایران: ۵ / گل زده قزاقستان: ۰      |       |       |          |                       |

### کرواسی
| #                                       | تیم   | نتیجه | تیم    | عنوان مسابقات  |
| --------------------------------------- | ----- | ----- | ------ | -------------- |
| ۱                                       | ایران | ۰–۲   | کرواسی | دوستانه (۱۹۹۸) |
| ۲                                       | ایران | ۲–۲   | کرواسی | دوستانه (۲۰۰۶) |
| برد ایران: ۰ / تساوی: ۱ / برد کرواسی: ۱ |       |       |        |                |
| گل زده ایران: ۲ / گل زده کرواسی: ۴      |       |       |        |                |

### گرجستان
| #                                        | تیم   | نتیجه | تیم     | عنوان مسابقات  |
| ---------------------------------------- | ----- | ----- | ------- | -------------- |
| ۱                                        | ایران | ۲–۱   | گرجستان | دوستانه (۲۰۰۰) |
| برد ایران: ۱ / تساوی: ۰ / برد گرجستان: ۰ |       |       |         |                |
| گل زده ایران: ۲ / گل زده گرجستان: ۱      |       |       |         |                |

### لهستان
| #                                       | تیم   | نتیجه | تیم    | عنوان مسابقات       |
| --------------------------------------- | ----- | ----- | ------ | ------------------- |
| ۱                                       | ایران | ۲–۳   | لهستان | بازی‌های المپیک ۱۹۷۶ |
| ۲                                       | ایران | ۰–۲   | لهستان | دوستانه (۱۹۹۰)      |
| ۳                                       | ایران | ۰–۱   | لهستان | دوستانه (۱۹۹۰)      |
| برد ایران: ۰ / تساوی: ۰ / برد لهستان: ۳ |       |       |        |                     |
| گل زده ایران: ۲ / گل زده لهستان: ۶      |       |       |        |                     |

مسابقات دوستانه غیررسمی

–  ایران ۰–۰ (۳–۱ پ)  جوانان لهستان / جام بین‌المللی دهه فجر ۱۹۸۶

–  ایران ۲–۲ (۱–۳ پ)  جوانان لهستان / جام بین‌المللی دهه فجر ۱۹۸۶

–  ایران 3–0  منتخب لهستان / دوستانه (۱۹۸۹)

–  ایران 1–0  منتخب لهستان / دوستانه (۱۹۸۹)

### لیتوانی
| #                                        | تیم   | نتیجه | تیم     | عنوان مسابقات  |
| ---------------------------------------- | ----- | ----- | ------- | -------------- |
| ۱                                        | ایران | ۱–۰   | لیتوانی | دوستانه (۲۰۱۸) |
| برد ایران: ۱ / تساوی: ۰ / برد لیتوانی: ۰ |       |       |         |                |
| گل زده ایران: ۱ / گل زده لیتوانی: ۰      |       |       |         |                |

### مجارستان
| #                                         | تیم   | نتیجه | تیم      | عنوان مسابقات          |
| ----------------------------------------- | ----- | ----- | -------- | ---------------------- |
| ۱                                         | ایران | ۰–۵   | مجارستان | بازی‌های المپیک ۱۹۷۲    |
| ۲                                         | ایران | ۱–۲   | مجارستان | دوستانه (۱۹۷۵)         |
| ۳                                         | ایران | ۰–۲   | مجارستان | دوستانه (۱۹۷۷)         |
| ۴                                         | ایران | ۰–۲   | مجارستان | جام ال جی ۱۹۹۸ (ایران) |
| برد ایران: ۰ / تساوی: ۰ / برد مجارستان: ۴ |       |       |          |                        |
| گل زده ایران: ۱ / گل زده مجارستان: ۱۱     |       |       |          |                        |

مسابقات دوستانه غیررسمی

–  ایران ۳–۱  المپیک مجارستان / دوستانه (۱۹۷۷)

### مقدونیه شمالی
| #                                              | تیم   | نتیجه | تیم     | عنوان مسابقات          |
| ---------------------------------------------- | ----- | ----- | ------- | ---------------------- |
| ۱                                              | ایران | ۳–۱   | مقدونیه | جام ال جی ۲۰۰۰ (ایران) |
| ۲                                              | ایران | ۱–۱   | مقدونیه | دوستانه (۲۰۰۹)         |
| ۳                                              | ایران | ۳–۱   | مقدونیه | دوستانه (۲۰۱۶)         |
| برد ایران: ۲ / تساوی: ۱ / برد مقدونیه شمالی: ۰ |       |       |         |                        |
| گل زده ایران: ۷ / گل زده مقدونیه شمالی: ۳      |       |       |         |                        |

مسابقات دوستانه غیررسمی

–  ایران 1–2  مقدونیه ب / تورنمنت چهار جانبه تهران ۲۰۰۵

### مونته‌نگرو
| #                                          | تیم   | نتیجه | تیم       | عنوان مسابقات  |
| ------------------------------------------ | ----- | ----- | --------- | -------------- |
| ۱                                          | ایران | ۰–۰   | مونته‌نگرو | دوستانه (۲۰۱۴) |
| ۲                                          | ایران | ۲–۱   | مونته‌نگرو | دوستانه (۲۰۱۷) |
| برد ایران: ۱ / تساوی: ۱ / برد مونته‌نگرو: ۰ |       |       |           |                |
| گل زده ایران: ۲ / گل زده مونته‌نگرو: ۱      |       |       |           |                |

### ولز
| #                                    | تیم   | نتیجه | تیم | عنوان مسابقات  |
| ------------------------------------ | ----- | ----- | --- | -------------- |
| ۱                                    | ایران | ۰–۱   | ولز | دوستانه (۱۹۷۸) |
| ۲                                    | ایران | ۲–۰   | ولز | جام جهانی ۲۰۲۲ |
| برد ایران: ۱ / تساوی: ۰ / برد ولز: ۱ |       |       |     |                |
| گل زده ایران: ۲ / گل زده ولز: ۱      |       |       |     |                |

### هلند
| #                                     | تیم   | نتیجه | تیم  | عنوان مسابقات  |
| ------------------------------------- | ----- | ----- | ---- | -------------- |
| ۱                                     | ایران | ۰–۳   | هلند | جام جهانی ۱۹۷۸ |
| برد ایران: ۰ / تساوی: ۰ / برد هلند: ۱ |       |       |      |                |
| گل زده ایران: ۰ / گل زده هلند: ۳      |       |       |      |                |

مسابقات دوستانه غیررسمی

–  ایران ۳–۰  المپیک هلند / تورنمنت بین‌المللی کوروش ۱۹۷۱

## اقیانوسیه

### پاپوآ گینه نو
| #                                              | تیم   | نتیجه | تیم           | عنوان مسابقات  |
| ---------------------------------------------- | ----- | ----- | ------------- | -------------- |
| ۱                                              | ایران | ۸–۱   | پاپوآ گینهٔ نو | دوستانه (۲۰۱۶) |
| برد ایران: ۱ / تساوی: ۰ / برد پاپوآ گینه نو: ۰ |       |       |               |                |
| گل زده ایران: ۸ / گل زده پاپوآ گینه نو: ۱      |       |       |               |                |

### نیوزیلند
| #                                         | تیم   | نتیجه | تیم      | عنوان مسابقات                |
| ----------------------------------------- | ----- | ----- | -------- | ---------------------------- |
| ۱                                         | ایران | ۰–۰   | نیوزیلند | دوستانه (۱۹۷۳)               |
| ۲                                         | ایران | ۳–۰   | نیوزیلند | چلنج کاپ آسیا–اقیانوسیه ۲۰۰۳ |
| برد ایران: ۱ / تساوی: ۱ / برد نیوزیلند: ۰ |       |       |          |                              |
| گل زده ایران: ۳ / گل زده نیوزیلند: ۰      |       |       |          |                              |

## آمار

### بازی‌ها
تا تاریخ ۱۰ ژوئن ۲۰۲۵ (۲۰ خرداد ۱۴۰۴)
| تیم                 | بازی | برد | مساوی | باخت | گل‌زده | گل‌خورده | تفاضل‌گل | کنفدراسیون                                           | بهترین پیروزی | بدترین شکست |
| ------------------- | ---- | --- | ----- | ---- | ----- | ------- | ------- | ---------------------------------------------------- | ------------- | ----------- |
| افغانستان           | ۳    | ۲   | ۱     | ۰    | ۱۰    | ۱       | +۹      | کنفدراسیون فوتبال آسیا                               | 6–1           | X           |
| آلبانی              | ۱    | ۰   | ۰     | ۱    | ۰     | ۱       | −۱      | یوفا                                                 | X             | ۰–۱         |
| الجزایر             | ۴    | ۲   | ۰     | ۲    | ۵     | ۵       | ۰       | کنفدراسیون فوتبال آفریقا                             | 2–1           | ۱–۲         |
| آنگولا              | ۴    | ۲   | ۲     | ۰    | ۷     | ۲       | +۵      | کنفدراسیون فوتبال آفریقا                             | 4–0           | X           |
| آرژانتین            | ۲    | ۰   | ۱     | ۱    | ۱     | ۲       | −۱      | کونمبول                                              | X             | ۰–۱         |
| ارمنستان            | ۱    | ۱   | ۰     | ۰    | ۳     | ۱       | +۲      | یوفا                                                 | 3–1           | X           |
| استرالیا            | ۶    | ۳   | ۲     | ۱    | ۷     | ۶       | +۱      | کنفدراسیون فوتبال آسیا / کنفدراسیون فوتبال اقیانوسیه | 2–0           | ۰–۳         |
| اتریش               | ۱    | ۰   | ۰     | ۱    | ۱     | ۵       | −۴      | یوفا                                                 | X             | ۱–۵         |
| آذربایجان           | ۳    | ۲   | ۱     | ۰    | ۴     | ۲       | +۲      | یوفا                                                 | 2–1           | X           |
| بحرین               | ۱۸   | ۸   | ۵     | ۵    | ۳۲    | ۱۳      | +۱۹     | کنفدراسیون فوتبال آسیا                               | 6–0           | ۲–۴         |
| بنگلادش             | ۶    | ۶   | ۰     | ۰    | ۲۸    | ۱       | +۲۷     | کنفدراسیون فوتبال آسیا                               | 6–0           | X           |
| بلاروس              | ۳    | ۰   | ۲     | ۱    | ۳     | ۴       | −۱      | یوفا                                                 | X             | ۱–۲         |
| بولیوی              | ۱    | ۱   | ۰     | ۰    | ۲     | ۱       | +۱      | کونمبول                                              | 2–1           | X           |
| بوسنی و هرزگوین     | ۷    | ۵   | ۱     | ۱    | ۱۹    | ۱۰      | +۹      | یوفا                                                 | 4–0           | ۱–۳         |
| بوتسوانا            | ۱    | ۰   | ۱     | ۰    | ۱     | ۱       | ۰       | کنفدراسیون فوتبال آفریقا                             | X             | X           |
| برزیل               | ۱    | ۰   | ۰     | ۱    | ۰     | ۳       | −۳      | کونمبول                                              | X             | ۰–۳         |
| بلغارستان           | ۲    | ۱   | ۱     | ۰    | ۲     | ۱       | +۱      | یوفا                                                 | ۱–۰           | X           |
| بورکینافاسو         | ۱    | ۱   | ۰     | ۰    | ۲     | ۱       | +۱      | کنفدراسیون فوتبال آفریقا                             | ۲–۱           | X           |
| کامبوج              | ۴    | ۴   | ۰     | ۰    | ۲۸    | ۱       | +۲۷     | کنفدراسیون فوتبال آسیا                               | 14–0          | X           |
| کامرون              | ۲    | ۰   | ۲     | ۰    | ۱     | ۱       | ۰       | کنفدراسیون فوتبال آفریقا                             | X             | X           |
| کانادا              | ۳    | ۲   | ۰     | ۱    | ۲     | ۱       | +۱      | کونکاکاف                                             | 1–0           | ۰–۱         |
| شیلی                | ۳    | ۱   | ۱     | ۱    | ۴     | ۳       | +۱      | کونمبول                                              | 2–0           | ۱–۲         |
| چین                 | ۲۳   | ۱۳  | ۶     | ۴    | ۳۹    | ۱۸      | +۲۱     | کنفدراسیون فوتبال آسیا                               | 4–0           | ۰–۲         |
| تایوان              | ۵    | ۵   | ۰     | ۰    | ۲۲    | ۰       | +۲۲     | کنفدراسیون فوتبال آسیا                               | 6–0           | X           |
| کاستاریکا           | ۲    | ۱   | ۱     | ۰    | ۳     | ۲       | +۱      | کونکاکاف                                             | 3–2           | X           |
| کرواسی              | ۲    | ۰   | ۱     | ۱    | ۲     | ۴       | −۲      | یوفا                                                 | X             | ۰–۲         |
| قبرس                | ۱    | ۰   | ۱     | ۰    | ۰     | ۰       | ۰       | یوفا                                                 | X             | X           |
| چک                  | ۱    | ۰   | ۰     | ۱    | ۰     | ۱       | −۱      | یوفا                                                 | X             | ۰–۱         |
| دانمارک             | ۱    | ۰   | ۱     | ۰    | ۰     | ۰       | ۰       | یوفا                                                 | X             | X           |
| اکوادور             | ۳    | ۰   | ۲     | ۱    | ۲     | ۳       | −۱      | کونمبول                                              | X             | ۰–۱         |
| مصر                 | ۱    | ۰   | ۱     | ۰    | ۱     | ۱       | ۰       | کنفدراسیون فوتبال آفریقا                             | X             | X           |
| انگلستان            | ۱    | ۰   | ۰     | ۱    | ۲     | ۶       | -۴      | یوفا                                                 | X             | ۲–۶         |
| فرانسه              | ۱    | ۰   | ۰     | ۱    | ۱     | ۲       | −۱      | یوفا                                                 | X             | ۱–۲         |
| گرجستان             | ۱    | ۱   | ۰     | ۰    | ۲     | ۱       | +۱      | یوفا                                                 | 2–1           | X           |
| آلمان               | ۲    | ۰   | ۰     | ۲    | ۰     | ۴       | −۴      | یوفا                                                 | X             | ۰–۲         |
| غنا                 | ۲    | ۲   | ۰     | ۰    | ۵     | ۰       | +۵      | کنفدراسیون فوتبال آفریقا                             | 3–0           | X           |
| گوآم                | ۳    | ۳   | ۰     | ۰    | ۳۱    | ۰       | +۳۱     | کنفدراسیون فوتبال آسیا                               | 19–0          | X           |
| گواتمالا            | ۱    | ۰   | ۱     | ۰    | ۲     | ۲       | ۰       | کونکاکاف                                             | X             | X           |
| گینه                | ۲    | ۰   | ۱     | ۱    | ۲     | ۳       | −۱      | کنفدراسیون فوتبال آفریقا                             | X             | ۱–۲         |
| هنگ کنگ             | ۹    | ۹   | ۰     | ۰    | ۲۳    | ۳       | +۲۰     | کنفدراسیون فوتبال آسیا                               | 4–0           | X           |
| مجارستان            | ۳    | ۰   | ۰     | ۳    | ۱     | ۶       | −۵      | یوفا                                                 | X             | ۰–۲         |
| ایسلند              | ۱    | ۱   | ۰     | ۰    | ۱     | ۰       | +۱      | یوفا                                                 | 1–0           | X           |
| هند                 | ۸    | ۵   | ۱     | ۲    | ۱۷    | ۶       | +۱۱     | کنفدراسیون فوتبال آسیا                               | 4–0           | ۱–۳         |
| اندونزی             | ۶    | ۵   | ۱     | ۰    | ۱۶    | ۳       | +۱۳     | کنفدراسیون فوتبال آسیا                               | 5–0           | X           |
| عراق                | ۲۸   | ۱۶  | ۶     | ۶    | ۳۷    | ۲۱      | +۱۶     | کنفدراسیون فوتبال آسیا                               | 3–0           | ۱–۲         |
| ایرلند              | ۳    | ۱   | ۰     | ۲    | ۲     | ۴       | −۲      | یوفا                                                 | 1–0           | ۰–۲         |
| اسرائیل             | ۵    | ۳   | ۱     | ۱    | ۷     | ۶       | +۱      | یوفا / کنفدراسیون فوتبال آسیا                        | 3–0           | ۰–۴         |
| جامائیکا            | ۲    | ۲   | ۰     | ۰    | ۹     | ۱       | +۸      | کونکاکاف                                             | 8–1           | X           |
| ژاپن                | ۱۹   | ۷   | ۶     | ۶    | ۲۱    | ۲۲      | −۱      | کنفدراسیون فوتبال آسیا                               | 2–0           | ۰–۳         |
| اردن                | ۱۴   | ۷   | ۳     | ۴    | ۱۸    | ۱۱      | +۷      | کنفدراسیون فوتبال آسیا                               | 4–1           | ۲–۳         |
| قزاقستان            | ۲    | ۲   | ۰     | ۰    | ۵     | ۰       | +۵      | یوفا / کنفدراسیون فوتبال آسیا                        | 3–0           | X           |
| کنیا                | ۳    | ۳   | ۰     | ۰    | ۶     | ۱       | +۵      | کنفدراسیون فوتبال آفریقا                             | 3–0           | X           |
| کرهٔ شمالی           | ۲۰   | ۱۶  | ۴     | ۰    | ۳۴    | ۹       | +۲۵     | کنفدراسیون فوتبال آسیا                               | 3–0           | X           |
| کرهٔ جنوبی           | ۳۳   | ۱۳  | ۱۰    | ۱۰   | ۳۴    | ۳۶      | -۲      | کنفدراسیون فوتبال آسیا                               | 6–2           | ۰–۵         |
| کویت                | ۳۰   | ۱۳  | ۱۰    | ۷    | ۳۹    | ۳۱      | +۸      | کنفدراسیون فوتبال آسیا                               | 3–1           | ۰–۳         |
| قرقیزستان           | ۶    | ۶   | ۰     | ۰    | ۲۵    | ۴       | +۲۱     | کنفدراسیون فوتبال آسیا                               | 7–0           | X           |
| لائوس               | ۳    | ۳   | ۰     | ۰    | ۲۰    | ۱       | +۱۹     | کنفدراسیون فوتبال آسیا                               | 7–0           | X           |
| لبنان               | ۱۲   | ۱۰  | ۱     | ۱    | ۳۱    | ۳       | +۲۸     | کنفدراسیون فوتبال آسیا                               | 5–0           | ۰–۱         |
| لیبی                | ۱    | ۱   | ۰     | ۰    | ۴     | ۰       | +۴      | کنفدراسیون فوتبال آفریقا                             | 4–0           | X           |
| لیتوانی             | ۱    | ۱   | ۰     | ۰    | ۱     | ۰       | +۱      | یوفا                                                 | 1–0           | X           |
| مقدونیه شمالی       | ۳    | ۲   | ۱     | ۰    | ۷     | ۳       | +۴      | یوفا                                                 | 3–1           | X           |
| ماداگاسکار          | ۱    | ۱   | ۰     | ۰    | ۱     | ۰       | +۱      | کنفدراسیون فوتبال آفریقا                             | 1–0           | X           |
| مالزی               | ۴    | ۴   | ۰     | ۰    | ۸     | ۰       | +۸      | کنفدراسیون فوتبال آسیا                               | 3–0           | X           |
| مالدیو              | ۶    | ۶   | ۰     | ۰    | ۴۲    | ۰       | +۴۲     | کنفدراسیون فوتبال آسیا                               | 17–0          | X           |
| مالی                | ۱    | ۰   | ۰     | ۱    | ۱     | ۲       | −۱      | کنفدراسیون فوتبال آفریقا                             | X             | ۱–۲         |
| مکزیک               | ۳    | ۰   | ۰     | ۳    | ۲     | ۹       | −۷      | کونکاکاف                                             | X             | ۰–۴         |
| مونته‌نگرو           | ۲    | ۱   | ۱     | ۰    | ۲     | ۱       | +۱      | یوفا                                                 | 2–1           | X           |
| مراکش               | ۱    | ۱   | ۰     | ۰    | ۱     | ۰       | +۱      | کنفدراسیون فوتبال آفریقا                             | 1–0           | X           |
| برمه                | ۵    | ۳   | ۰     | ۲    | ۷     | ۴       | +۳      | کنفدراسیون فوتبال آسیا                               | 3–1           | ۰–۱         |
| نپال                | ۵    | ۵   | ۰     | ۰    | ۲۵    | ۰       | +۲۵     | کنفدراسیون فوتبال آسیا                               | 8–0           | X           |
| هلند                | ۱    | ۰   | ۰     | ۱    | ۰     | ۳       | −۳      | یوفا                                                 | X             | ۰–۳         |
| نیوزیلند            | ۲    | ۱   | ۱     | ۰    | ۳     | ۰       | +۳      | کنفدراسیون فوتبال اقیانوسیه                          | 3–0           | X           |
| نیکاراگوئه          | ۱    | ۱   | ۰     | ۰    | ۱     | ۰       | +۱      | کونکاکاف                                             | 1–0           | X           |
| نیجریه              | ۲    | ۰   | ۱     | ۱    | ۰     | ۱       | −۱      | کنفدراسیون فوتبال آفریقا                             | X             | ۰–۱         |
| عمان                | ۱۳   | ۷   | ۴     | ۲    | ۲۶    | ۱۵      | +۱۱     | کنفدراسیون فوتبال آسیا                               | 4–0           | ۲–۴         |
| پاکستان             | ۱۴   | ۱۲  | ۱     | ۱    | ۵۸    | ۱۰      | +۴۸     | کنفدراسیون فوتبال آسیا                               | 9–1           | ۱–۴         |
| فلسطین              | ۶    | ۴   | ۲     | ۰    | ۱۸    | ۳       | +۱۵     | کنفدراسیون فوتبال آسیا                               | 7–0           | X           |
| پاناما              | ۲    | ۲   | ۰     | ۰    | ۳     | ۱       | +۲      | کونکاکاف                                             | 2–1           | X           |
| پاپوآ گینهٔ نو       | ۱    | ۱   | ۰     | ۰    | ۸     | ۱       | +۷      | کنفدراسیون فوتبال اقیانوسیه                          | 8–1           | X           |
| پاراگوئه            | ۱    | ۰   | ۱     | ۰    | ۱     | ۱       | ۰       | کونمبول                                              | X             | X           |
| پرو                 | ۱    | ۰   | ۰     | ۱    | ۱     | ۴       | −۳      | کونمبول                                              | X             | ۱–۴         |
| فیلیپین             | ۱    | ۱   | ۰     | ۰    | ۷     | ۱       | +۶      | کنفدراسیون فوتبال آسیا                               | 7–1           | X           |
| لهستان              | ۲    | ۰   | ۰     | ۲    | ۰     | ۳       | −۳      | یوفا                                                 | X             | ۰–۲         |
| پرتغال              | ۳    | ۰   | ۱     | ۲    | ۱     | ۶       | −۵      | یوفا                                                 | X             | ۰–۳         |
| قطر                 | ۲۷   | ۱۷  | ۵     | ۵    | ۴۷    | ۲۱      | +۲۶     | کنفدراسیون فوتبال آسیا                               | 6–1           | ۰–۲         |
| رومانی              | ۲    | ۰   | ۲     | ۰    | ۲     | ۲       | ۰       | یوفا                                                 | X             | X           |
| روسیه               | ۵    | ۱   | ۲     | ۲    | ۳     | ۵       | −۲      | یوفا                                                 | 1–0           | ۰–۲         |
| عربستان سعودی       | ۱۴   | ۴   | ۶     | ۴    | ۱۹    | ۱۳      | +۶      | کنفدراسیون فوتبال آسیا                               | 3–0           | ۳–۴         |
| اسکاتلند            | ۱    | ۰   | ۱     | ۰    | ۱     | ۱       | ۰       | یوفا                                                 | X             | X           |
| سنگال               | ۲    | ۰   | ۲     | ۰    | ۲     | ۲       | ۰       | کنفدراسیون فوتبال آفریقا                             | X             | X           |
| صربستان             | ۳    | ۰   | ۱     | ۲    | ۱     | ۴       | −۳      | یوفا                                                 | X             | ۱–۳         |
| سیرالئون            | ۱    | ۱   | ۰     | ۰    | ۴     | ۰       | +۴      | کنفدراسیون فوتبال آفریقا                             | 4–0           | X           |
| سنگاپور             | ۳    | ۲   | ۱     | ۰    | ۱۰    | ۲       | +۸      | کنفدراسیون فوتبال آسیا                               | 6–0           | X           |
| اسلواکی             | ۲    | ۱   | ۰     | ۱    | ۶     | ۶       | ۰       | یوفا                                                 | 4–3           | ۲–۳         |
| اسپانیا             | ۱    | ۰   | ۰     | ۱    | ۰     | ۱       | −۱      | یوفا                                                 | X             | ۰–۱         |
| سری‌لانکا            | ۲    | ۲   | ۰     | ۰    | ۱۱    | ۰       | +۱۱     | کنفدراسیون فوتبال آسیا                               | 7–0           | X           |
| سوئد                | ۱    | ۰   | ۰     | ۱    | ۱     | ۳       | −۲      | یوفا                                                 | X             | ۱–۳         |
| سوریه               | ۳۱   | ۱۸  | ۱۲    | ۱    | ۵۳    | ۱۶      | +۳۷     | کنفدراسیون فوتبال آسیا                               | 7–1           | ۰–۱         |
| تاجیکستان           | ۴    | ۴   | ۰     | ۰    | ۱۴    | ۱       | +۱۳     | کنفدراسیون فوتبال آسیا                               | 6–1           | X           |
| تایلند              | ۱۴   | ۱۱  | ۳     | ۰    | ۳۲    | ۵       | +۲۷     | کنفدراسیون فوتبال آسیا                               | 5–0           | X           |
| توگو                | ۲    | ۲   | ۰     | ۰    | ۴     | ۰       | +۴      | کنفدراسیون فوتبال آفریقا                             | 2–0           | X           |
| ترینیداد و توباگو   | ۲    | ۲   | ۰     | ۰    | ۳     | ۰       | +۳      | کونکاکاف                                             | 2–0           | X           |
| تونس                | ۲    | ۰   | ۱     | ۱    | ۲     | ۳       | −۱      | کنفدراسیون فوتبال آفریقا                             | X             | ۰–۱         |
| ترکیه               | ۶    | ۰   | ۲     | ۴    | ۲     | ۱۳      | −۱۱     | یوفا                                                 | X             | ۱–۶         |
| ترکمنستان           | ۱۰   | ۵   | ۳     | ۲    | ۱۶    | ۸       | +۸      | کنفدراسیون فوتبال آسیا                               | 5–0           | ۰–۱         |
| اوگاندا             | ۱    | ۰   | ۱     | ۰    | ۲     | ۲       | ۰       | کنفدراسیون فوتبال آفریقا                             | X             | X           |
| اوکراین             | ۱    | ۱   | ۰     | ۰    | ۱     | ۰       | +۱      | یوفا                                                 | 1–0           | X           |
| امارات متحدهٔ عربی   | ۲۱   | ۱۷  | ۳     | ۱    | ۳۱    | ۵       | +۲۶     | کنفدراسیون فوتبال آسیا                               | 3–0           | ۱–۳         |
| ایالات متحده آمریکا | ۳    | ۱   | ۱     | ۱    | ۳     | ۳       | ۰       | کونکاکاف                                             | 2–1           | ۰–۱         |
| اروگوئه             | ۲    | ۱   | ۱     | ۰    | ۲     | ۱       | ۱       | کونمبول                                              | 1–0           | X           |
| ازبکستان            | ۱۶   | ۱۰  | ۵     | ۱    | ۲۰    | ۷       | +۱۳     | کنفدراسیون فوتبال آسیا                               | 4–0           | ۰–۱         |
| ونزوئلا             | ۳    | ۲   | ۱     | ۰    | ۳     | ۱       | +۲      | کونمبول                                              | 1–0           | X           |
| ویتنام              | ۱    | ۱   | ۰     | ۰    | ۲     | ۰       | +۲      | کنفدراسیون فوتبال آسیا                               | 2–0           | X           |
| ولز                 | ۲    | ۱   | ۰     | ۱    | ۲     | ۱       | +۱      | یوفا                                                 | 2–0           | ۰–۱         |
| یمن                 | ۳    | ۳   | ۰     | ۰    | ۱۱    | ۱       | +۱۰     | کنفدراسیون فوتبال آسیا                               | 5–0           | X           |
| یمن جنوبی           | ۳    | ۳   | ۰     | ۰    | ۱۲    | ۰       | +۱۲     | کنفدراسیون فوتبال آسیا                               | 8–0           | X           |
| زامبیا              | ۱    | ۱   | ۰     | ۰    | ۳     | ۲       | +۱      | کنفدراسیون فوتبال آفریقا                             | 3–2           | X           |
| مجموع               | ۶۱۱  | ۳۵۳ | ۱۴۴   | ۱۱۴  | ۱۱۷۵  | ۴۷۸     | +۶۹۷    |                                                      |               |             |

- تیم ملی فوتبال ایران تا ۱۰ ژوئن ۲۰۲۵ (۲۰ خرداد ۱۴۰۴) در رقابت‌های رسمی خود با ۱۱۷ کشور دیدار کرده است. تیم ملی ایران در مجموع ۶۱۱ بازی رسمی انجام داده که حاصل آن ۳۵۳ برد برای ایران، ۱۴۴ مساوی و ۱۱۴ بازی را نیز واگذار نموده است.

## یادداشت
1. ↑  عضو سابق کنفدراسیون فوتبال اقیانوسیه (۲۰۰۶–۱۹۶۶)
2. ↑  این مسابقه، پیش از عضویت دو کشور در فیفا برگزار شده است.
3. ↑  مسابقات دوستانه‌ای که از سوی فیفا به رسمیت شناخته نمی‌شوند.
4. ↑  سوریه در مسابقه حاضر نشد و نتیجه ۲–۰ به سود ایران اعلام شد.
5. ↑  بازی تا دقیقه ۶۰ با برتری ۱–۰ ایران در جریان بود که با پرتاب نارنجک از سوی تماشاگران ایرانی به زمین متوقف شد و بازیکنان کره شمالی زمین بازی را ترک کردند و در نهایت این بازی با نتیجه ۳ بر ۰ به سود ایران اعلام شد.
6. ↑  در برخی منابع، از این تیم با عنوان «جوانان ایالت پیونگ‌یانگ» نام برده شده است.
7. ↑  تیم منحل شده؛ عضو سابق کنفدراسیون فوتبال آسیا (۱۹۹۰–۱۹۷۲)
8. ↑  این مسابقه تا مدت‌ها یک دیدار دوستانه رسمی (مورد تأیید فیفا و فدراسیون‌های دو کشور) محسوب می‌شد، اما فدراسیون فوتبال اکوادور بعدها اعلام کرد که در این مسابقه تیم امید این کشور به مصاف ایران رفته است.
9. ↑  برزیل با تیم المپیک خود در مسابقه حضور یافت، در هر صورت از نظر فیفا رسمیت ندارد.
10. 1 2 3 4 5 6  هر دو تیم با ترکیب اصلی در مسابقه حضور یافتند، با این حال از نظر فیفا رسمیت ندارد.
11. ↑  مکزیک با تیم المپیک خود در مسابقه حضور یافت، در هر صورت از نظر فیفا رسمیت ندارد.
12. ↑  تیم منحل شده؛ عضو سابق اتحادیه فوتبال اروپا (۱۹۹۰–۱۹۵۴)
13. ↑  آلمان شرقی با تیم المپیک خود و با نام تیم متحد آلمان در مسابقه حضور یافت، در هر صورت از نظر فیفا رسمیت ندارد.
14. ↑  عضو سابق کنفدراسیون فوتبال آسیا (۱۹۷۴–۱۹۵۴)
15. ↑  بازی در دقیقه ۸۵ به دلیل قطعی برق ورزشگاه ناتمام ماند و مقرر شد در آینده تکرار شود.
16. ↑  با احتساب نتایج چکسلواکی؛ عضو سابق اتحادیه فوتبال اروپا (۱۹۹۳–۱۹۵۴)
17. ↑  با احتساب نتایج اتحاد جماهیر شوروی؛ عضو سابق اتحادیه فوتبال اروپا (۱۹۹۱–۱۹۵۴)
18. ↑  با احتساب نتایج یوگسلاوی؛ عضو سابق اتحادیه فوتبال اروپا (۲۰۰۳–۱۹۵۴)
19. ↑  عضو سابق کنفدراسیون فوتبال آسیا (۲۰۰۲–۱۹۹۳)